# Автомобільна промисловість в НДР

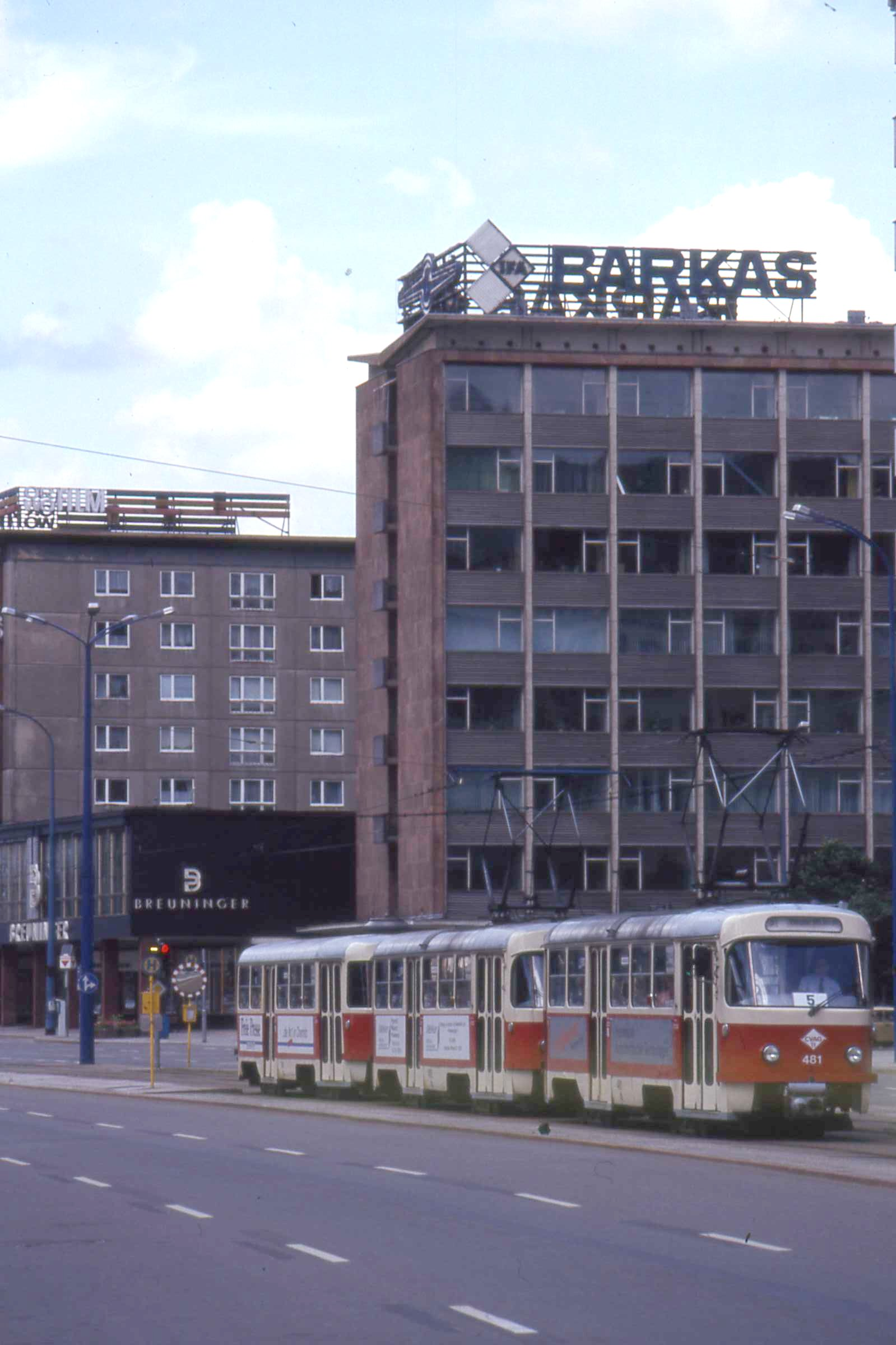
Реклама Barkas

Автомобільна промисловість НДР — галузь економіки НДР.
Автомобільна промисловість НДР існувала в період з 1945 по 1990 роки. Вона була заснована практично відразу після закінчення Другої світової війни на території Радянської окупаційної зони Німеччини. До 1970-х років XX століття була однією з провідних галузей республіки, значна частина продукції відправлялася на експорт в країни Європи, Азії, Африки і на Кубу. За виробництвом автомобілів серед соціалістичних країн НДР разом з Чехословаччиною була на другому-третьому місці після СРСР до середини 1970-х рр, коли поступилася Польщі, а потім також Югославії в середині 1980-х років і Китаю наприкінці 1980-х років. Щорічне виробництво поступово зростало весь час до досягнення максимуму у майже в 265 тис. одиниць в 1986 році, після чого дещо впало. Автомобільна промисловість НДР була фактично ліквідована на початку 1990-х в ході об'єднання НДР і ФРН, знову увійшовши в автопром єдиної Німеччини.
Автомобілебудування НДР за роки свого існування зазнавало значні труднощі. По-перше фінансова сторона питання, оскільки Республіка була не настільки багата, на відміну від західного сусіда ФРН, куди вливалися американські активи за планом Маршалла і де автомобілебудівні компанії в більшості були приватними. Захід Німеччини був набагато більш технічно досконалим порівняно зі Сходом (понад 4,5 мільйони проти 200,000 річного обсягу виробництва автомобілів у 1980-х роках). По-друге були суттєві проблеми з сировиною і ресурсами. До війни всю німецьку промисловість постачала металом і вугіллям Рурська область. Після ж розділу Німеччини в 1945-му Рур залишився в британській окупаційній зоні, а пізніше в утвореній ФРН і природно з політичних причин ФРН не могла постачати необхідними матеріалами НДР. Саме з цієї причини у виробництві кузова найбільш масового народного автомобіля країни Trabant було прийнято рішення використовувати пластмаси, а саме дюропласт.

## Історичний розвиток

### 1945—1960 роки

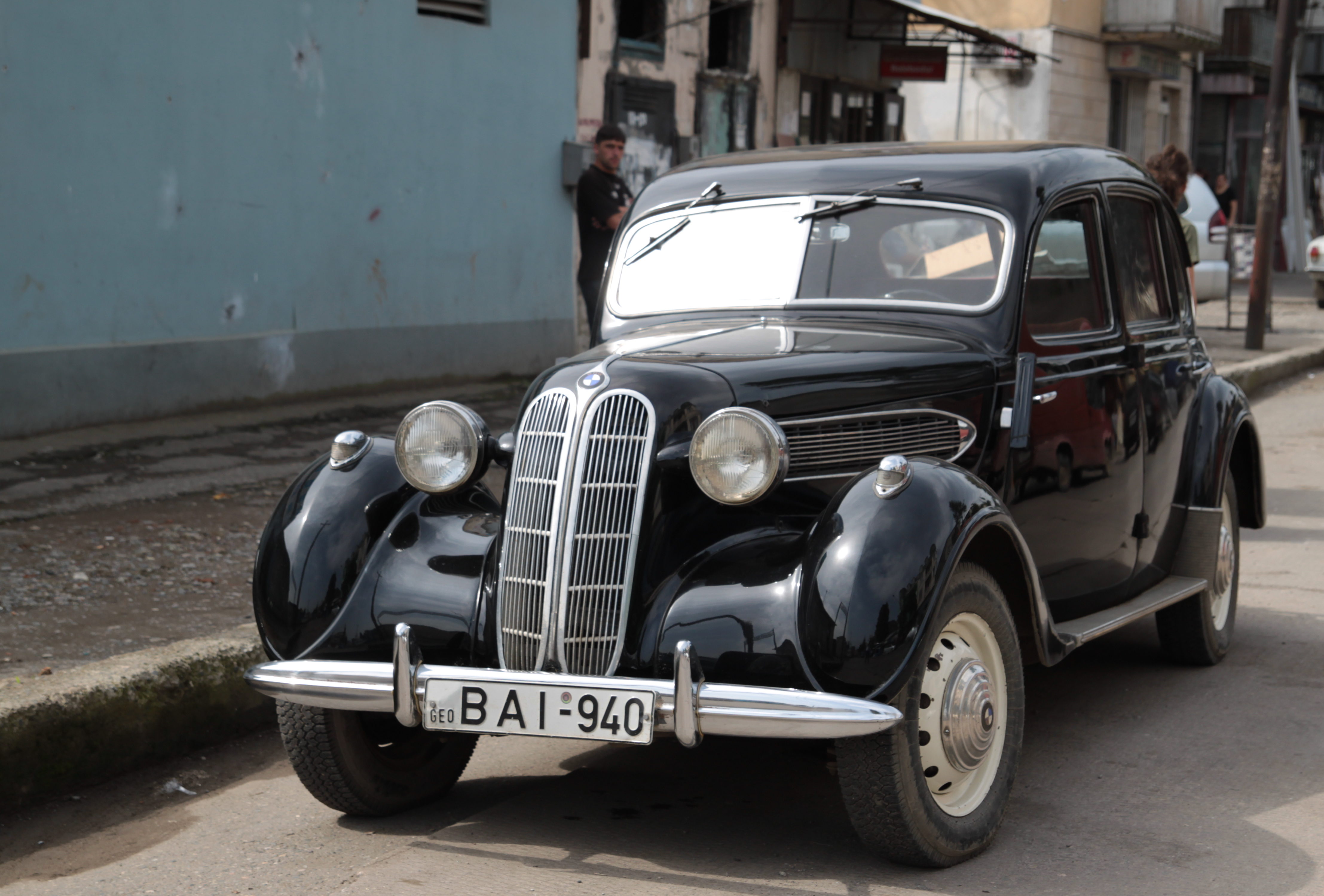
BMW 326 (1945–1948)

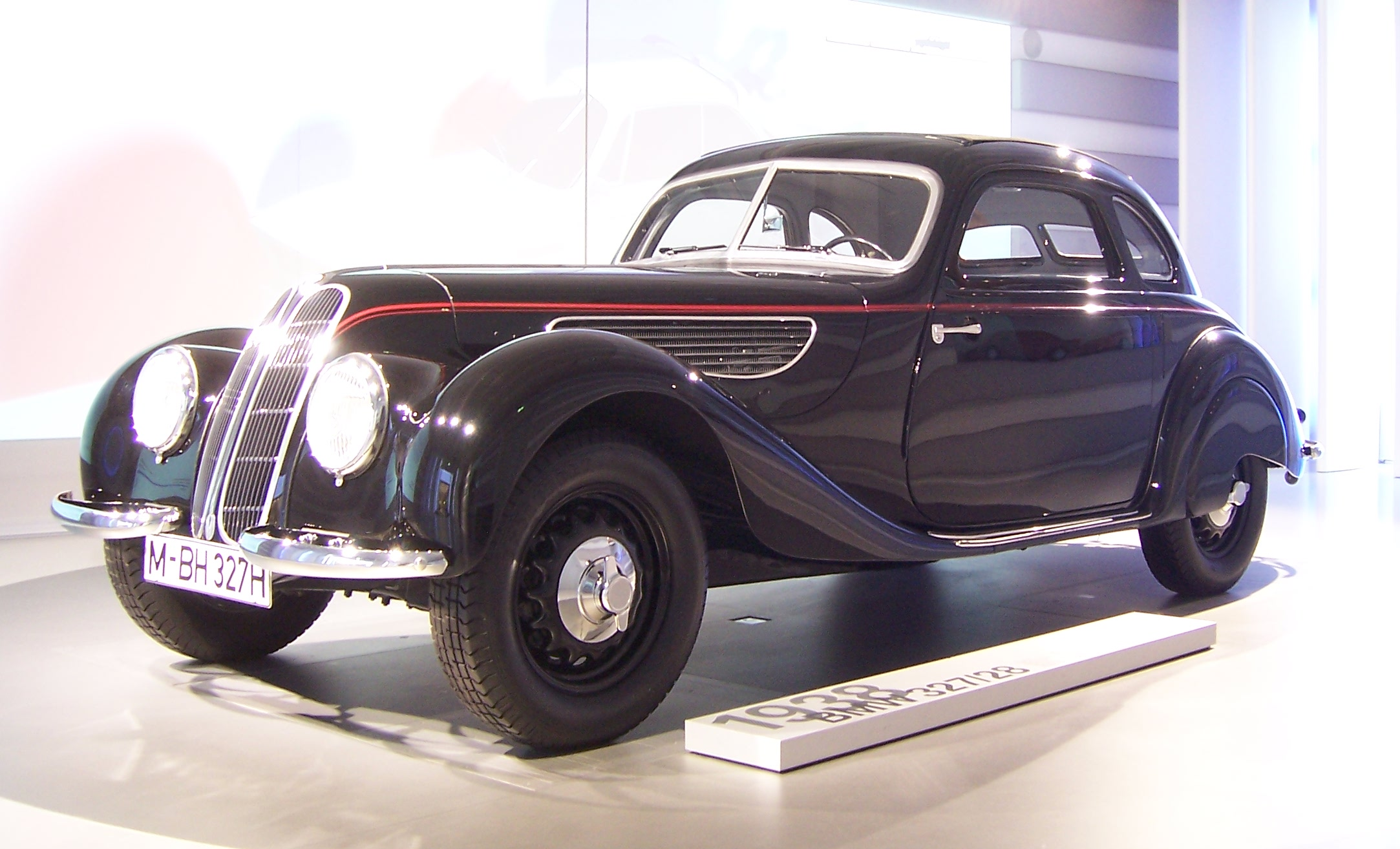
BMW 327 (1946–1955)

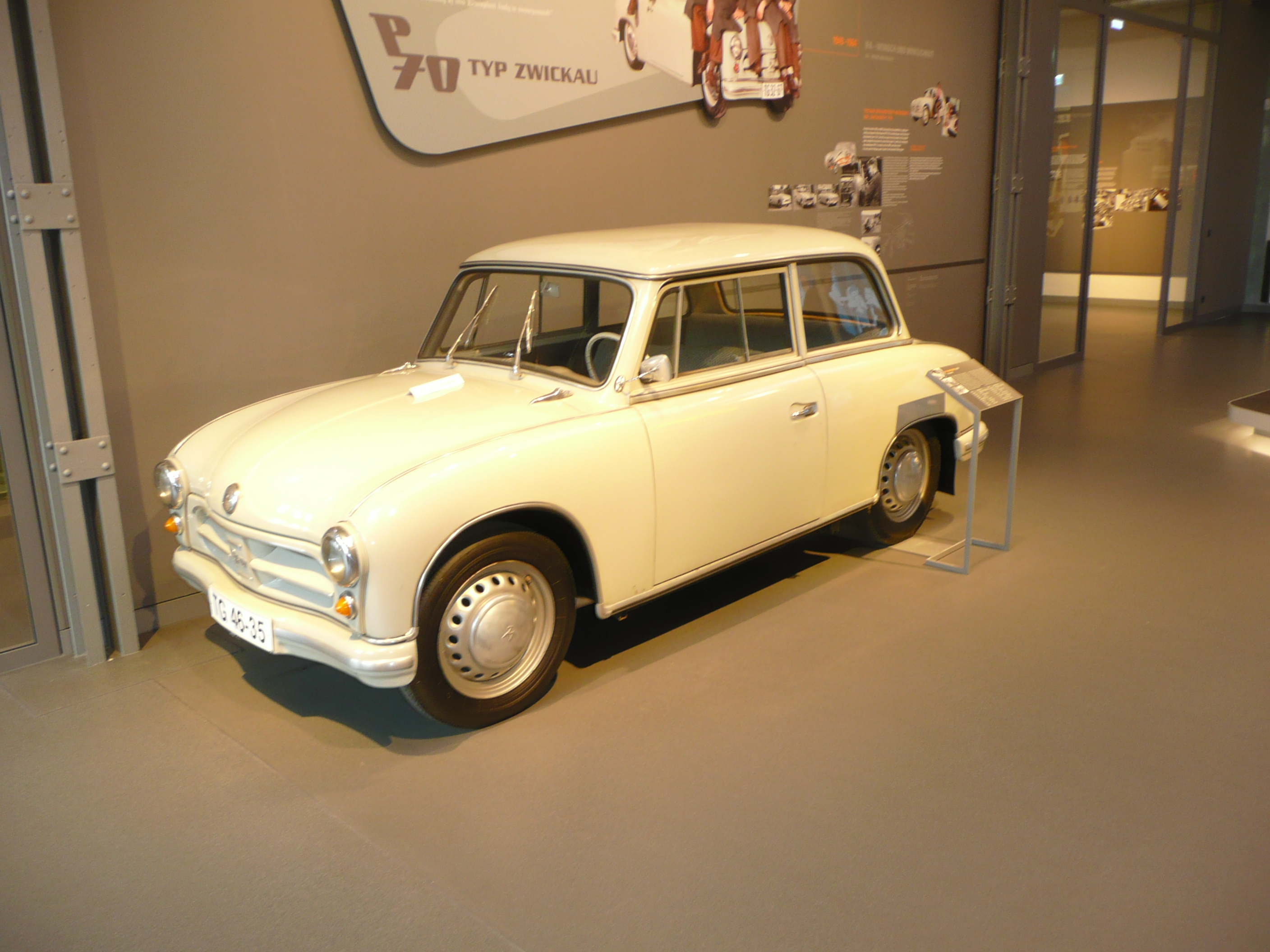
Sachsenring P70 (1955–1959)

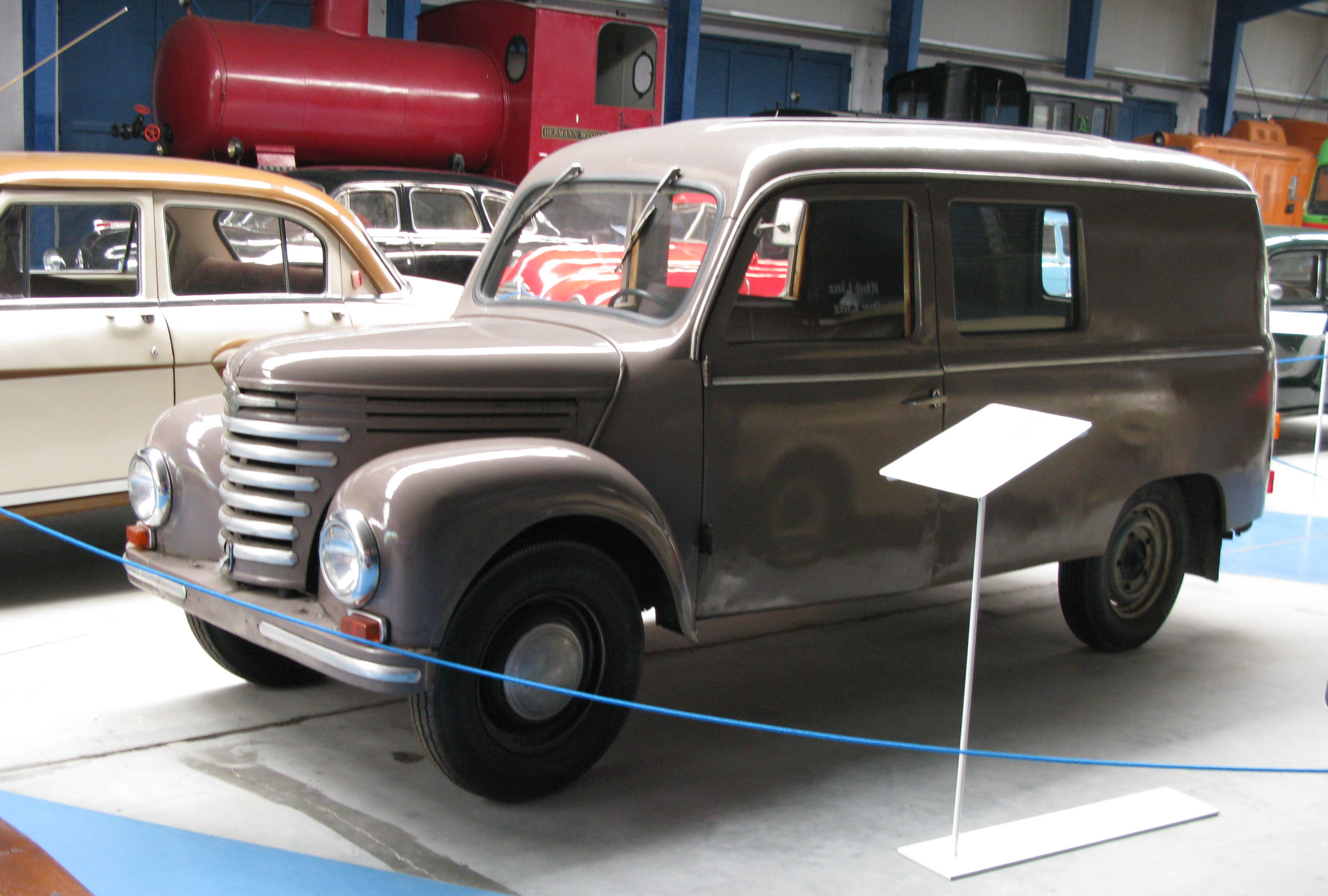
Barkas V 901/2 (1954–1961)

Після закінчення Другої світової війни і поділу Німеччини переможцями, східна частина країни потрапила під контроль радянської військової адміністрації. Практично всі великі підприємства цього регіону були націоналізовані. Історично тут розташовувалися деякі німецькі автомобілебудівні підприємства, в тому числі відомого об'єднання Auto Union: в місті Айзенах завод BMW, в Цвікау Horch, в Чопау DKW, в Хайнікені Framo, в Циттау Phänomen, в Плауені Vomag, в Зулі Simson, в Вальтерсхаузені ADE-Werke і інші. Багато з них були серйозно зруйновані в ході війни. З метою відновлення зруйнованої промисловості, в першу чергу для поставок продукції в рахунок репарацій в СРСР і на потреби військової окупаційної адміністрації, в 1947 році було засновано Радянсько-Німецьке Акціонерне Товариство Awtowelo («Автовело»), яке включило в себе ряд підприємств з виробництва автомобілів, велосипедів і мотоциклів, а також комплектуючих для них. Почалося поступове відновлення автомобільних заводів в Тюрінгії і Саксонії. Деякі підприємства, як наприклад Vomag, яке було відоме до війни своїми важкими дорожніми вантажівками, були перепрофільовані і до виробництва автомобілів не поверталися.
Уже в 1945 році на заводі BMW в Айзенаху розпочалося складання автомобілів довоєнних моделей BMW 321 і BMW 326, а також мотоциклів R-35 з наявних заділів деталей. З 1946 року відновилося виробництво довоєнних моделей легких комерційних розвізних вантажівок фірм Framo і Phänomen, легкових автомобілів і мотоциклів DKW. Таким чином відновлення виробництва автотранспортних засобів в Східній Німеччині почалося значно раніше, ніж у Західній. У 1948 році для покращення контролю над автомобілебудуванням засновано індустріальне об'єднання автотранспортобудівників Industrieverband Fahrzeugbau (IFA). Воно об'єднало в собі практично всі автомобільні і мотовелозаводи Радянської окупаційної зони Німеччини.
Після проголошення 7 жовтня 1949 року на території Радянської окупаційної зони Німецької Демократичної Республіки, радянська сторона передала новоствореному німецькому уряду контроль над промисловістю, в тому числі і автомобілебудуванням. Почалося відновлення економіки Східної Німеччини, а тому їй були потрібні вантажні автомобілі. Уже в 1947 році на заводі фірми Horch раніше відомої своїми елітними легковими автомобілями почався випуск вантажного автомобіля IFA H3 вантажопідйомністю 3 тонни розробленого на основі дослідної довоєнної вантажівки Auto Union 1500, а з 1952 року розвернуто випуск важкої вантажівки IFA H6 створеної на основі напрацювань фірми Vomag. Ще в 1948 році підприємство в ініціативному порядку побудувало дуже оригінальний прототип автомобіля представницького класу, який був створений базуючись на досвіді довоєнного концепта Horch 930S. Взагалі в цей час створюючи нові моделі автомобілів інженери та конструктори східнонімецьких автозаводів активно використовували досвід і напрацювання довоєнного часу. Так на заводі DKW був створений і запущений в 1950 році в серійне виробництво малолітражний автомобіль IFA F9 створений на основі довоєнного прототипу DKW F9 1940 року. Завод BMW в Айзенаху створив нову модель BMW 340 також на основі довоєнних розробок.
На початку 1950-х стартувало виробництво таких необхідних для нової Німеччини автобусів. Причому, німецькі автомобілебудівники пішли по шляху своїх довоєнних колег випускаючи капотні двоповерхові міські автобуси для Східного Берліну. Їхнім виробництвом займалося вагонобудівне підприємство в місті Баутцен, а вузли та агрегати поставляв завод Horch. З 1952 року для новоствореної Воєнізованої Народної Поліції (майбутньої Народної Національної Армії) завод Horch почав випуск повнопривідного військової вантажівки IFA G5, також джипа P2M. Таким чином вже до 1953 році НДР випускала легкові і вантажні автомобілі, автобуси, трактори, причепи та напівпричепи, а також освоювало спецтехніку на їх базі. Аж до 1954 року НДР в якості виплат з репарацій поставляла в СРСР деякі види своїх автомобілів. В основному це були легкові автомобілі BMW/EMW, фургони Framo, мотоцикли та велосипеди, а також машинокомплекти автокранів Bleichert, які встановлювалися в СРСР на вітчизняні вантажні шасі. З 1950-х років почався експорт автомобільної продукції НДР за межі країни. Імпортерами були не тільки соціалістичні країни, але й Данія, Фінляндія, Швеція та інші. За кордоном найбільше цінувалися купе і кабріолети EMW 327. Початок 1950-х пов'язаний з деяким скандалом, який стосується прав на автомобільні марки. Справа в тому, що марка BMW належала своїм власникам, які розташовувалися в штаб-квартирі в Баварії. У Айзенаху ж був лише один із заводів фірми, хоча і досить великий. Баварські власники оскаржили права на марку в міжнародному суді, тому автомобілі, які випускалися в східнонімецькому Айзенаху в 1951 році довелося перейменувати з BMW в EMW. З такої ж причини автомобілі марки DKW, які випускались в НДР носили загальну марку IFA.
З середини 1950-х починається перша реорганізація автомобільних підприємств НДР. Багато з них переходять на випуск нової продукції. Так завод EMW в Айзенаху освоює випуск нового легкового автомобіля Wartburg, завод Horch починає випуск автомобіля представницького класу Sachsenring. Завод в Вальтерсхаузені створює внутрішньозаводську мікровантажівку Ameise («Мураха»), яка пізніше отримає марку Multicar. У другій половині 1950-х деякі підприємства змінюють своїх назви і марки автомобілів. Завод Framo стає Barkas, Phänomen перетворюється в Robur.
Втрачає назавжди свою історичну марку і Horch. У зв'язку з початком активізації господарсько-економічного об'єднання соціалістичних країн РЕВ, членом якого була НДР, деякі види автомобільного транспорту в країні знімаються з виробництва. У 1958 році знімаються з виробництва важкі вантажівки H6 і автомобіль представницького класу Sachsenring. У 1959 році припиняється виробництво двоповерхових автобусів. Виробництво середньотоннажних вантажівок Horch передається з Цвіккау на завод імені Ernst Grube в Вердау. У 1957 році починається виробництво «народного автомобіля» Trabant («Супутник»), названого так на честь першого штучного супутника Землі запущеного СРСР в жовтні того ж року.

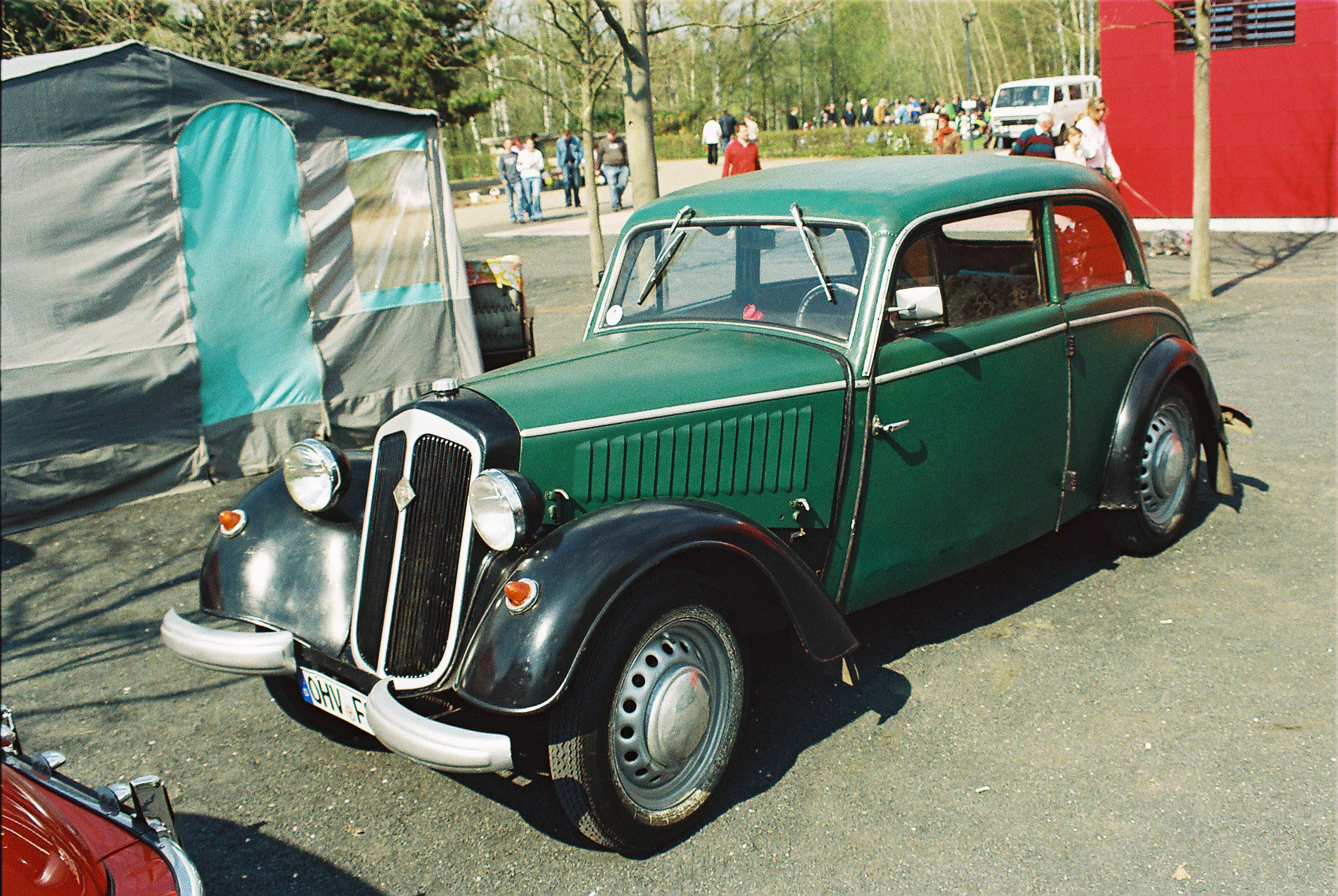
IFA F8 (1948–1955)
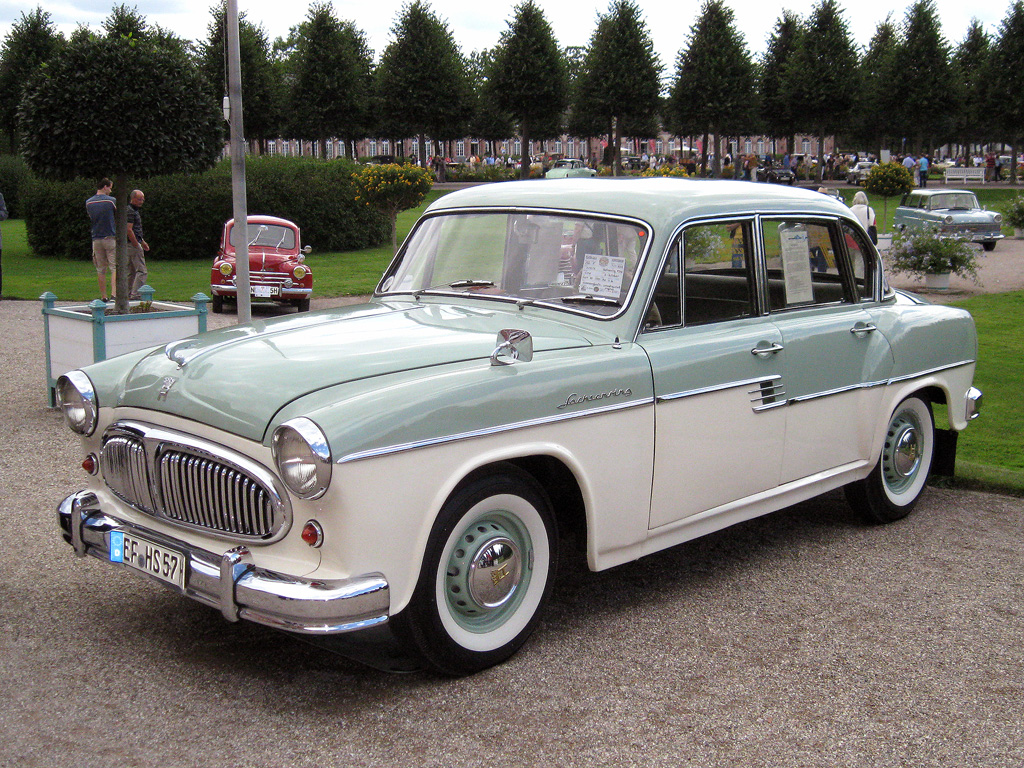
Sachsenring P240 (1954–1959)
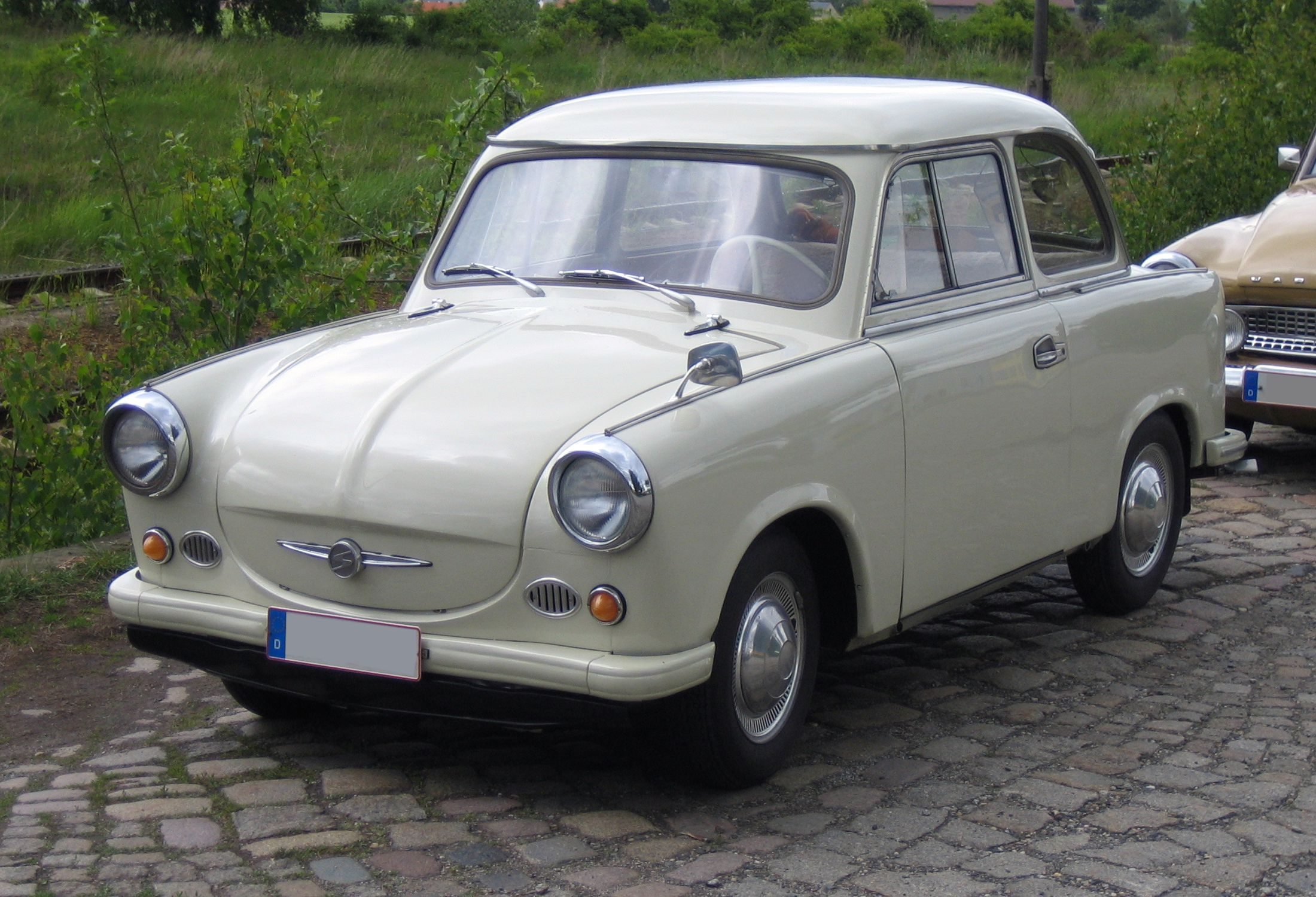
Trabant P50 (1957–1962)
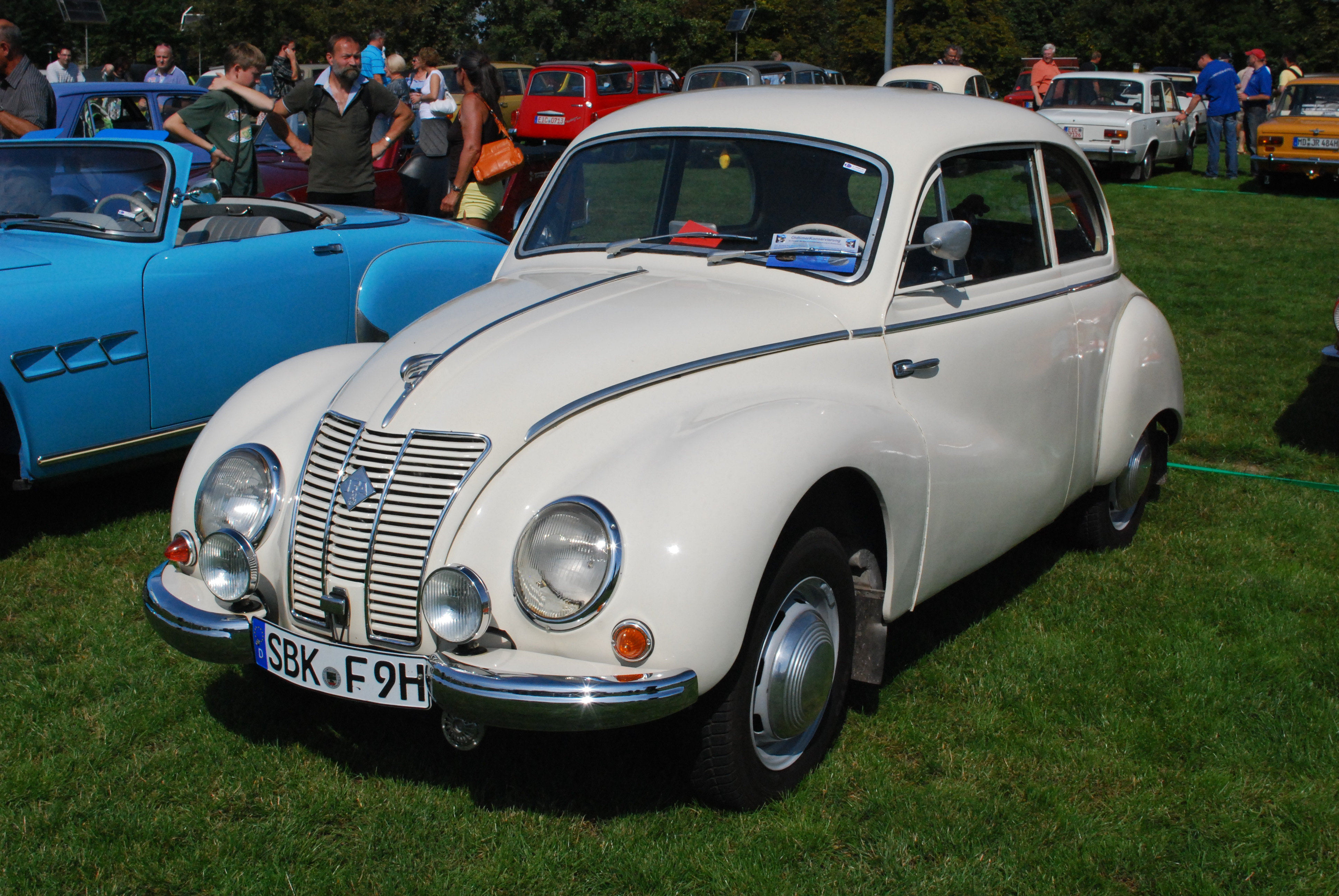
IFA F9 (1949–1956)
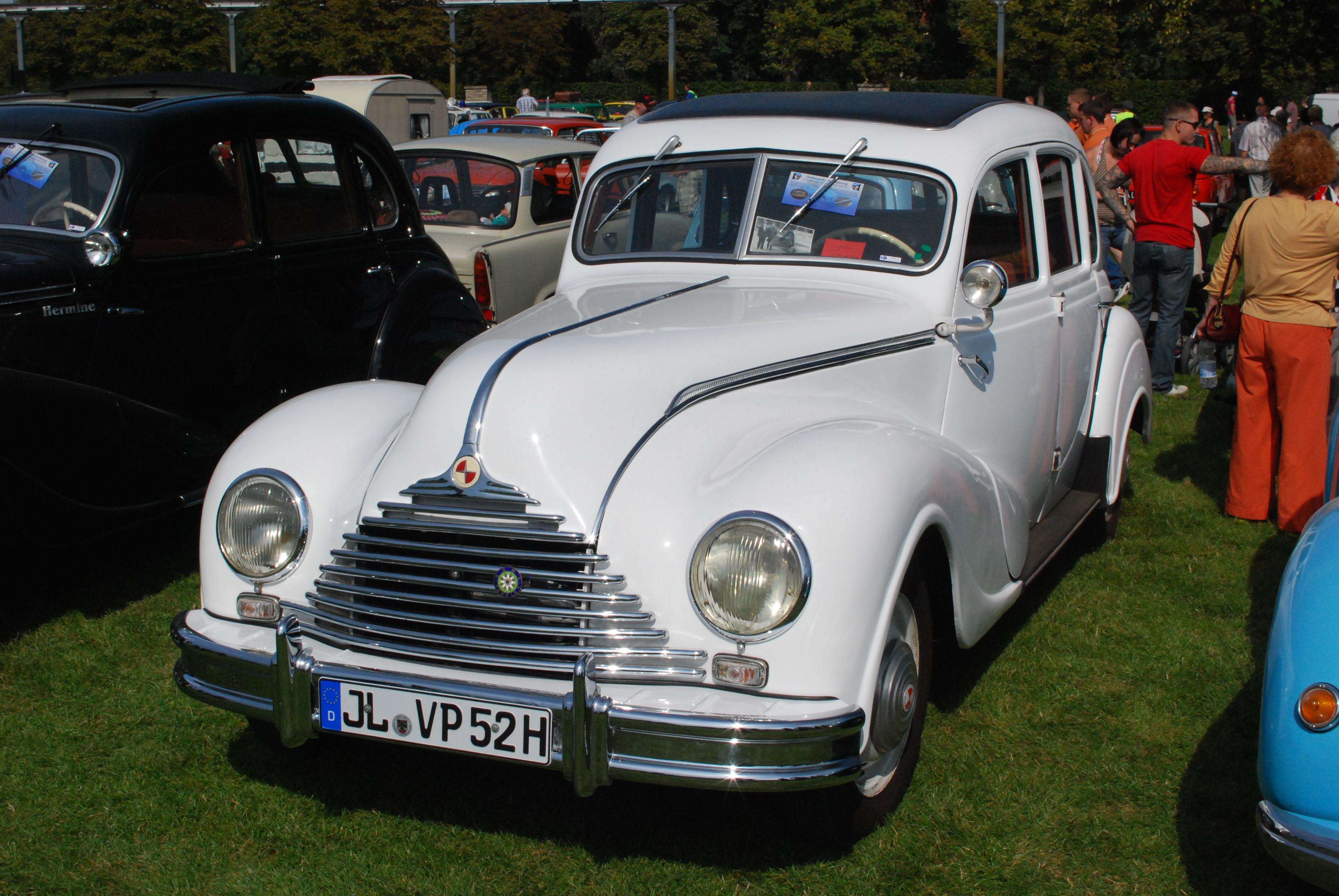
EMW 340 (1949–1953)
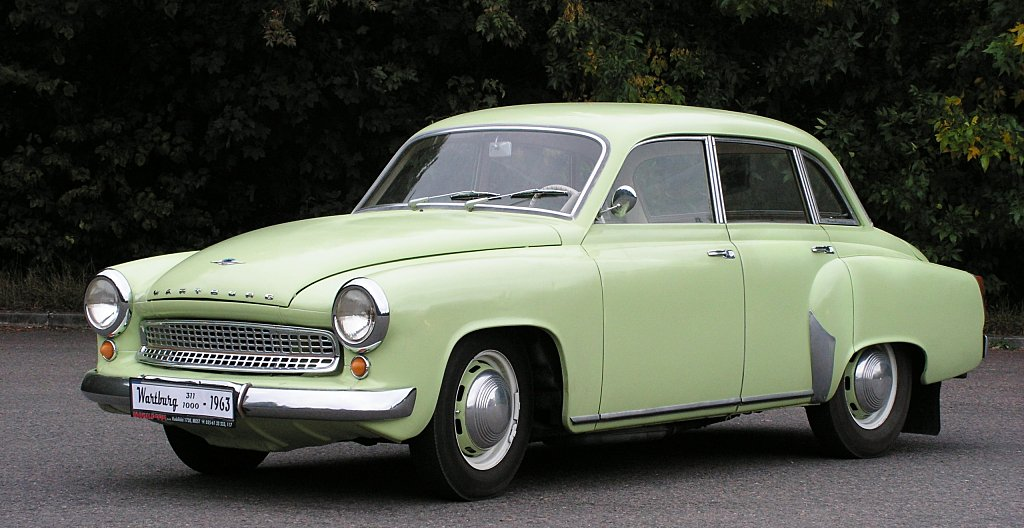
Wartburg 311 (1956–1965)

### 1961—1991 роки

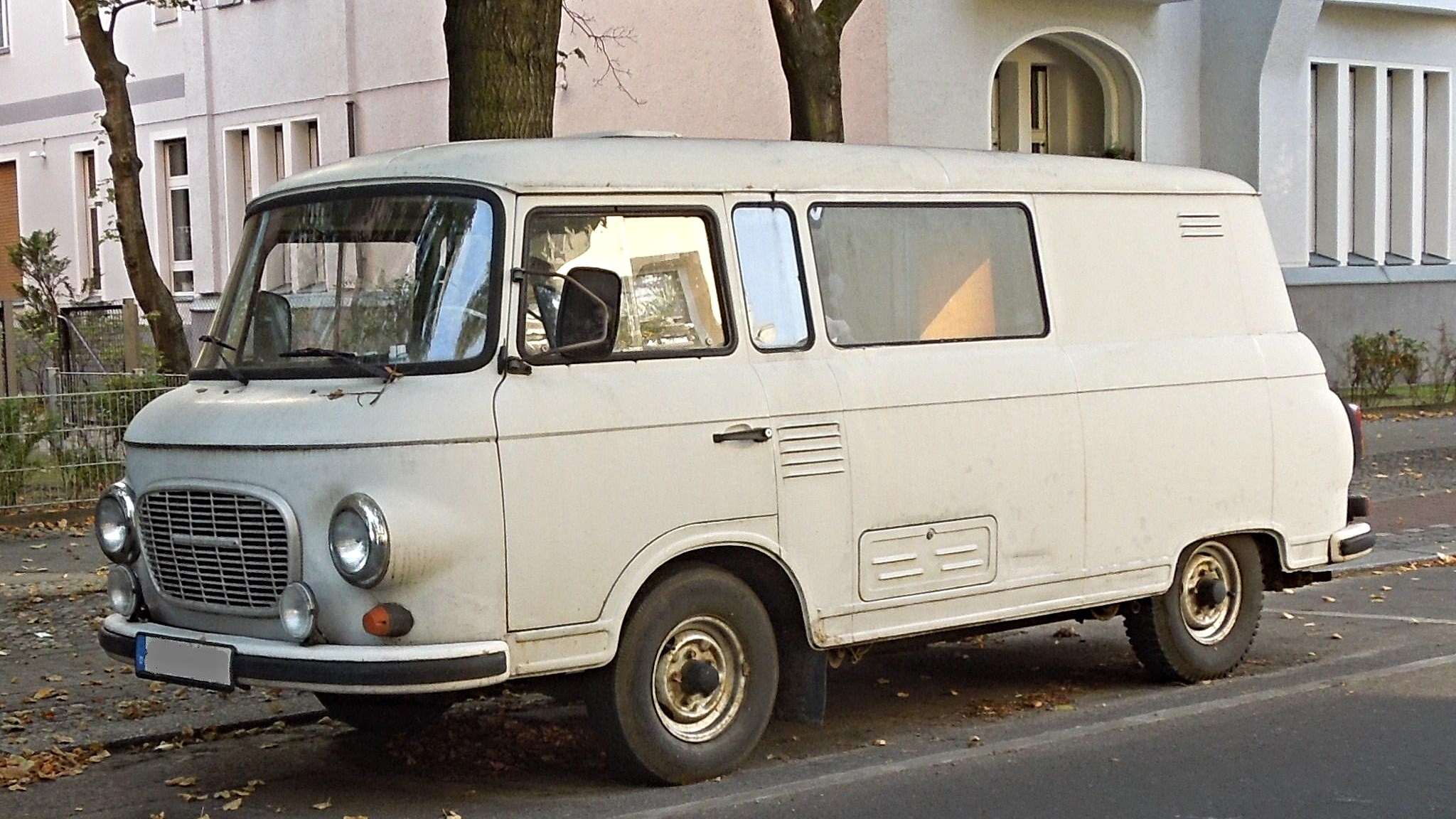
Barkas B1000 (1961–1991)

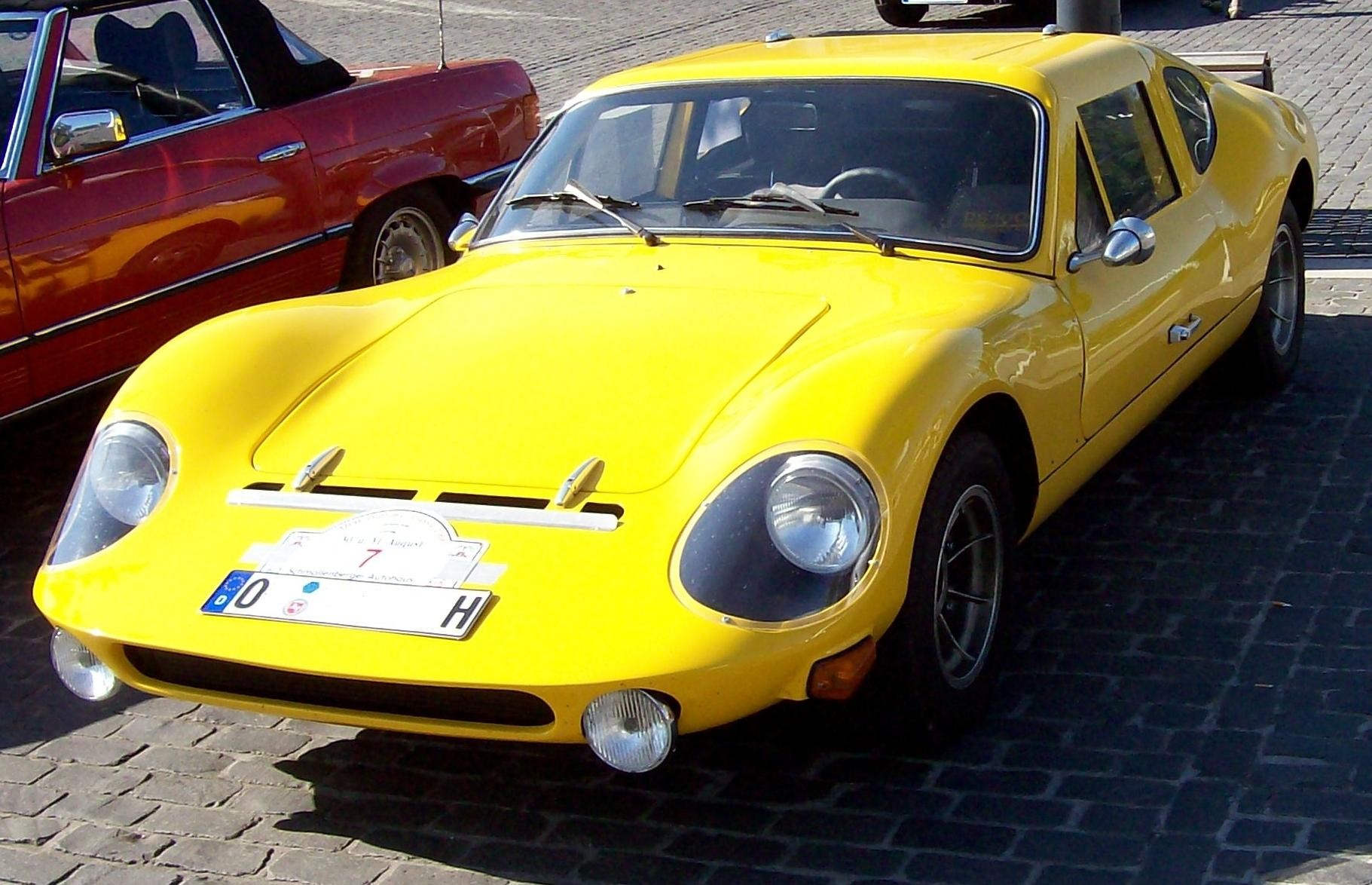
Melkus RS 1000 (1969–1979)

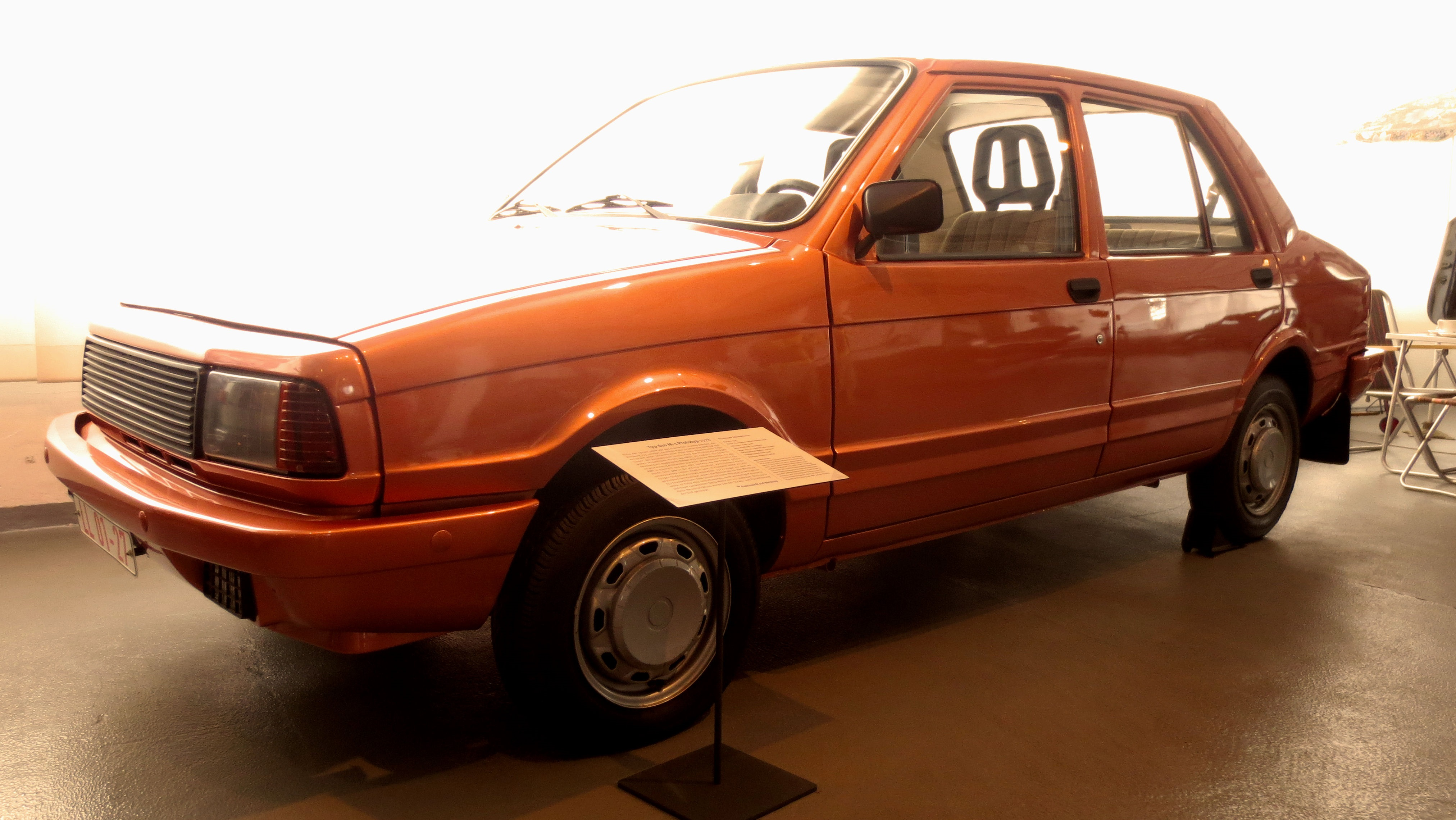
Wartburg 610 M (1978) прототип

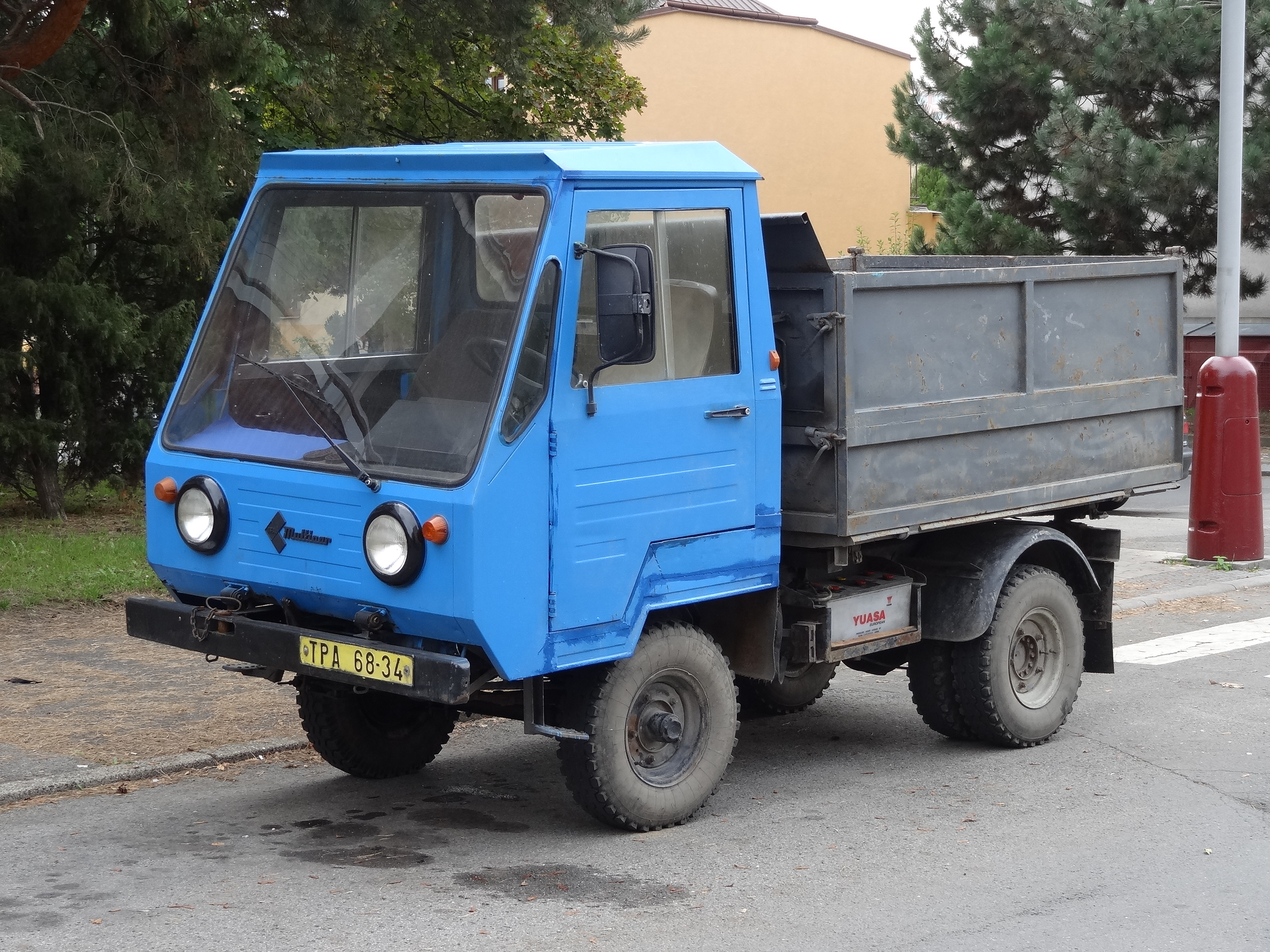
Multicar 25 (1978–1992)

1961 рік став складним роком в міжнародній політиці, в тому числі безпосередньо щодо двох Німеччин, проте він був одним з найпродуктивніших років за всю історію автомобілебудування Східної Німеччини. На заводі Barkas, яка переїхали з Хайнікена в Карл-Маркс-Штадт почалося виробництво нових розвізних вантажівок і фургонів, а також мікроавтобусів однойменної марки. Завод Robur освоїв випуск принципово нових 2,5-тонних вантажних автомобілів Robur з кабіною над двигуном, автобусів і фургонів на їх базі. Освоювалися і нові моделі мотоциклів, моторолерів. Був розроблений, а з 1963 року запущений в серійне виробництво новий Trabant 601. З 1965 року почалося виробництво нової средньотоннажної вантажівки IFA W50 розробленої на заводі Ernst Gruba в Вердау, але переданої на новий автозавод IFA в Людвгісфельді (колишній авіамоторний завод Daimler-Benz). З цього ж року починається виробництво легкового автомобіля нового покоління Wartburg 353. Всі ці автомобілі визначили подальший розвиток автомобілебудування НДР, ставши основними у виробничій програмі автозаводів на наступні чверть століття. За експорт автомобілів і тракторів виробництва НДР за кордон відповідало зовнішньоторгівельне об'єднання Transportmaschinen Export Import.
Окремо в автомобільній індустрії НДР стояло підприємство Fritz Fleischer KG в місті Гера. На відміну від інших автомобілебудівних підприємств Східної Німеччини воно було приватним. Приватні підприємства і кооперативи в соціалістичній НДР існували, але як правило це були дрібні підприємства артільного типу. Fleischer же був повноцінним кузовобудівним підприємством заснованим ще в 1930-х роках. З причини гострої необхідності його продукції, а саме у міжміських та туристичних автобусах, влада не чіпала його до 1972 року, коли на хвилі останньої націоналізації в НДР воно було передано у власність держави. Тут спочатку будували, а пізніше реконструювали автобуси марки Fleischer власної розробки, що базувалися на вузлах і агрегатах угорських автобусів Ikarus. Автобуси ці маловідомі за межами Східної Німеччини, оскільки використовувалися в основному для внутрішнього ринку. Ще одним подібним приватним підприємством була фірма Messerschmidt (не плутати з Messerschmitt — виробником літаків), яка в 1970-х побудувала кілька міжміських автобусів.
Окремо варто згадати про спортивні успіхи автомобілів виробництва НДР. Ще в 1950-х роках на заводі в Айзенаху були побудовані оригінальні гоночні автомобілі AWE Rennsportwagen. Серійні автомобілі Wartburg брали участь практично у всій змагання в країнах соціалістичного табору, в тому числі в СРСР. У зв'язку з цим активно розвивалося технічне співробітництво. Двигуни Wartburg закуповувалися для радянських гоночних автомобілів Estonia, точно так як і гоночні шини чехословацької фірми Barum. Особливу роль у розвитку автоспорту в НДР зіграв інженер Хайнц Мелькус, який заснував в 1959 році майстерні з будівництва гоночних болідів. У 1969 році він побудував спортивний автомобіль Melkus RS 1000 дрібносерійне виробництво якого велося до 1979 року. Через свій оригінальний зовнішній вигляд у західній пресі він отримав назву Eastern Ferrari («Східний Феррарі»).
1970-ті роки були відзначені створенням ряду прототипів автомобілів Barkas, Robur, Wartburg, як перспективних замін моделей, які випускались. Однак, коли розпочалося погіршення економічної ситуації, відсутність суттєвої конкуренції на ринку РЕВ і уповільнення науково-дослідних і дослідно-конструкторських робіт, поклали «на полицю» більшість цих розробок. На тлі зростаючого експорту автомобілів з НДР до країн РЕВ, а також країни Азії, Африки, де автомобільної індустрії не було зовсім це не виглядало якоюсь катастрофою. Однак, в подальшому цей технологічний застій різко негативно позначився на діяльності автомобільних підприємств Східної Німеччини. Виробництво автомобілів в НДР до 1976 року досягло 202,400 одиниць, порівняно з 1960-м роком, коли було випущено 76,400 одиниць. Автомобілі НДР користуються попитом за свою простоту, надійність, невибагливість і невисоку вартість. До того ж східнонімецькі автомобілі випробовуються роботою в суворих холодах в СРСР, спекою пустель Єгипту та Іраку, надвологим кліматом В'єтнаму та Лаосу. З 1971 року вантажні автомобілі IFA W50L почали поставлятися в СРСР. Тут вони були представлені в основному самоскидними автопоїздами, рідше бортовими вантажівками. Тут вони ставали гідними конкурентами радянських автомобілів ЗіЛ. З початку 1980-х до них приєднуються вантажні автомобілі Robur і мікровантажівки Multicar.
У 1980-ті роки все більш очевидним стає технічне відставання автомобілів, які випускаються в НДР порівняно з західноєвропейськими і перш за все західнонімецькими автомобілями. Знижується також експорт легкових автомобілів Wartburg і Trabant в Західну Європу. Велика частина з продукції, що випускається автозаводами розроблена ще на початку 1960-х років і з того часу не зазнала істотних змін. Про запуск в серійне виробництво нових моделей питання навіть не стоїть. Криза 1980-х в країнах РЕВ серйозно б'є і по експорту автомобілів. Становище рятує СРСР, який збільшував в 1980-х імпорт автомобілів з соц.лагеря, в тому числі з НДР, а також Ірак і Куба куди йдуть у великому обсязі вантажні автомобілі IFA і Robur.
В середині 1980-х починаються спроби підтягнути рівень деяких автомобілів, що випускаються. Модернізацію проходять автомобілі Wartburg 353, завод в Людвігсфельді представляє 6-тонну модель вантажівки IFA L60, по суті модернізований IFA W50L. На базі вантажівки IFA W50L створюється оригінальна підмітально-прибиральна машина IFA KM2301. У другій половині 1980-х ситуація змушує керівництво країни шукати допомоги у західних сусідів. У 1988 році починається виробництво автомобілів Wartburg 1.3 і Trabant 1.1 з двигунами концерну Volkswagen. Ці автомобілі отримали друге дихання у вигляді пластикових бамперів, оновленої світлотехніки та інших елементів.
1990 рік стає ключовим в об'єднанні двох Німеччин в єдину державу, але також і фатальним роком для автомобільної промисловості НДР. Стан більшості автозаводів колишньої Республіки гнітючий, значний моральний і технічний знос устаткування, екологічні проблеми, але найголовніше продукція, яка вже давно не відповідає сучасним вимогам. З розпадом соц. табору і СРСР автозаводи НДР втрачають останніх істотних експортерів своєї продукції. Об'єднання Німеччини, яке відбулося 3 жовтня 1990 року привносить свої корективи.

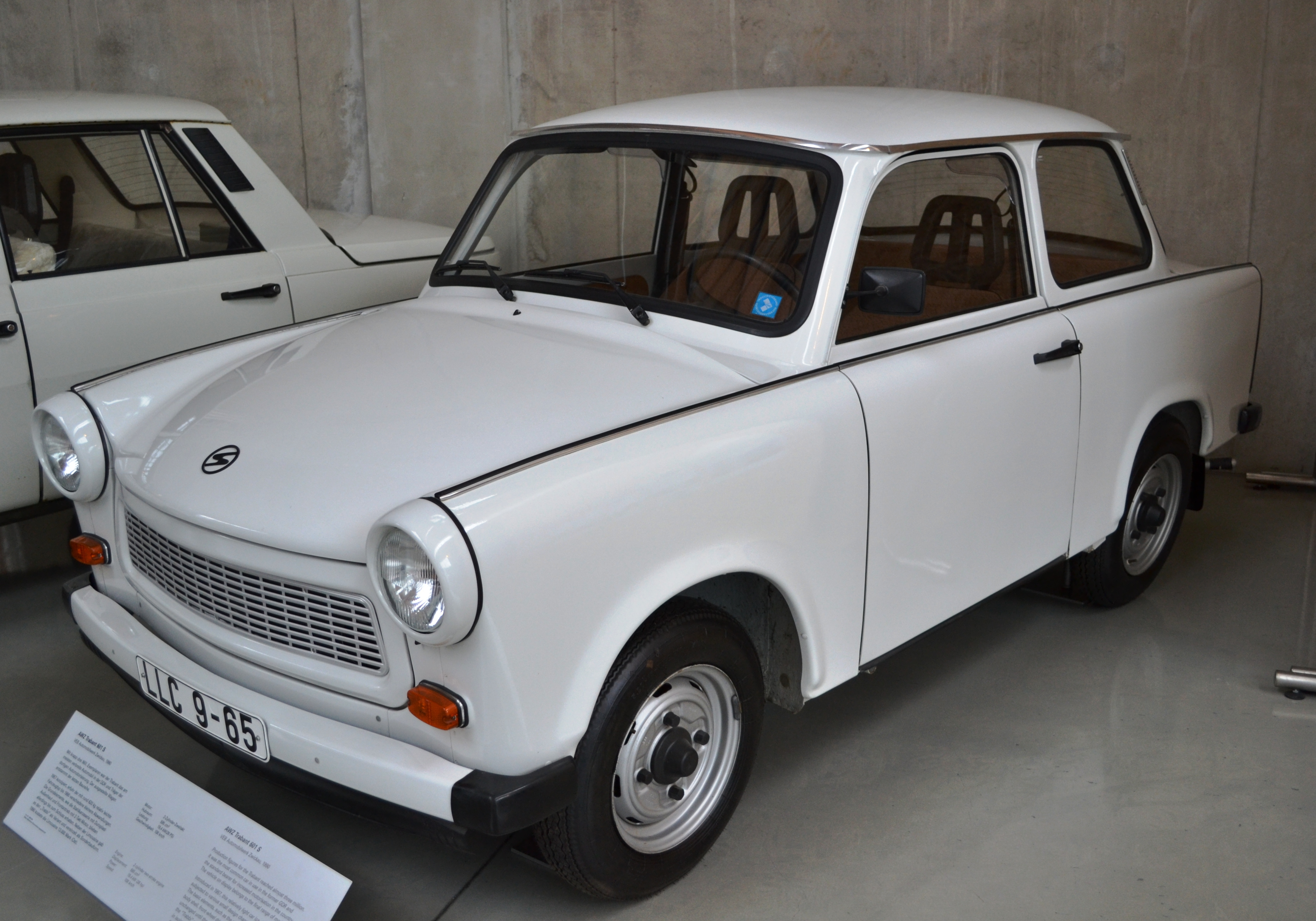
Trabant 601 (1964–1990)
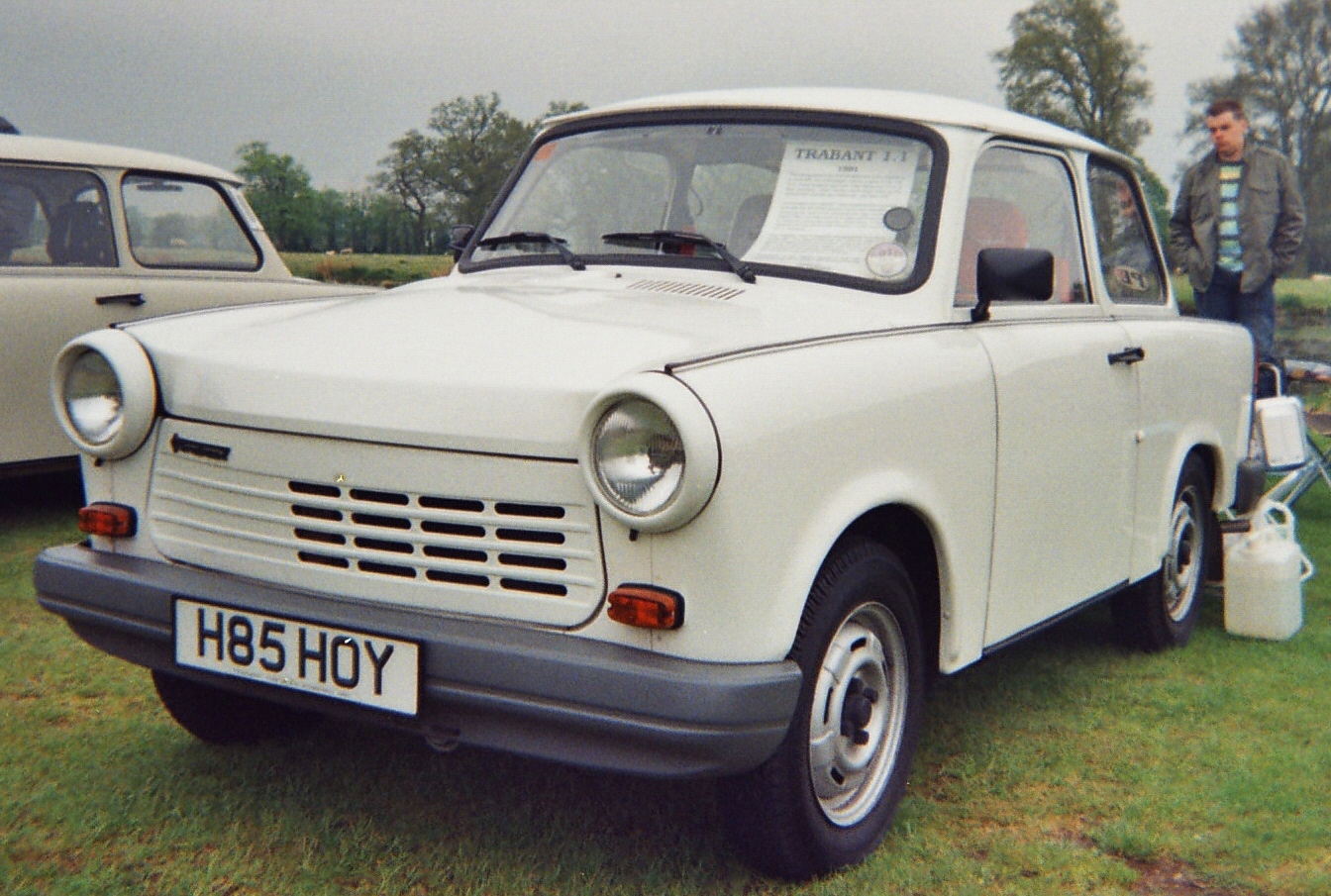
Trabant 1.1 (1990–1991)
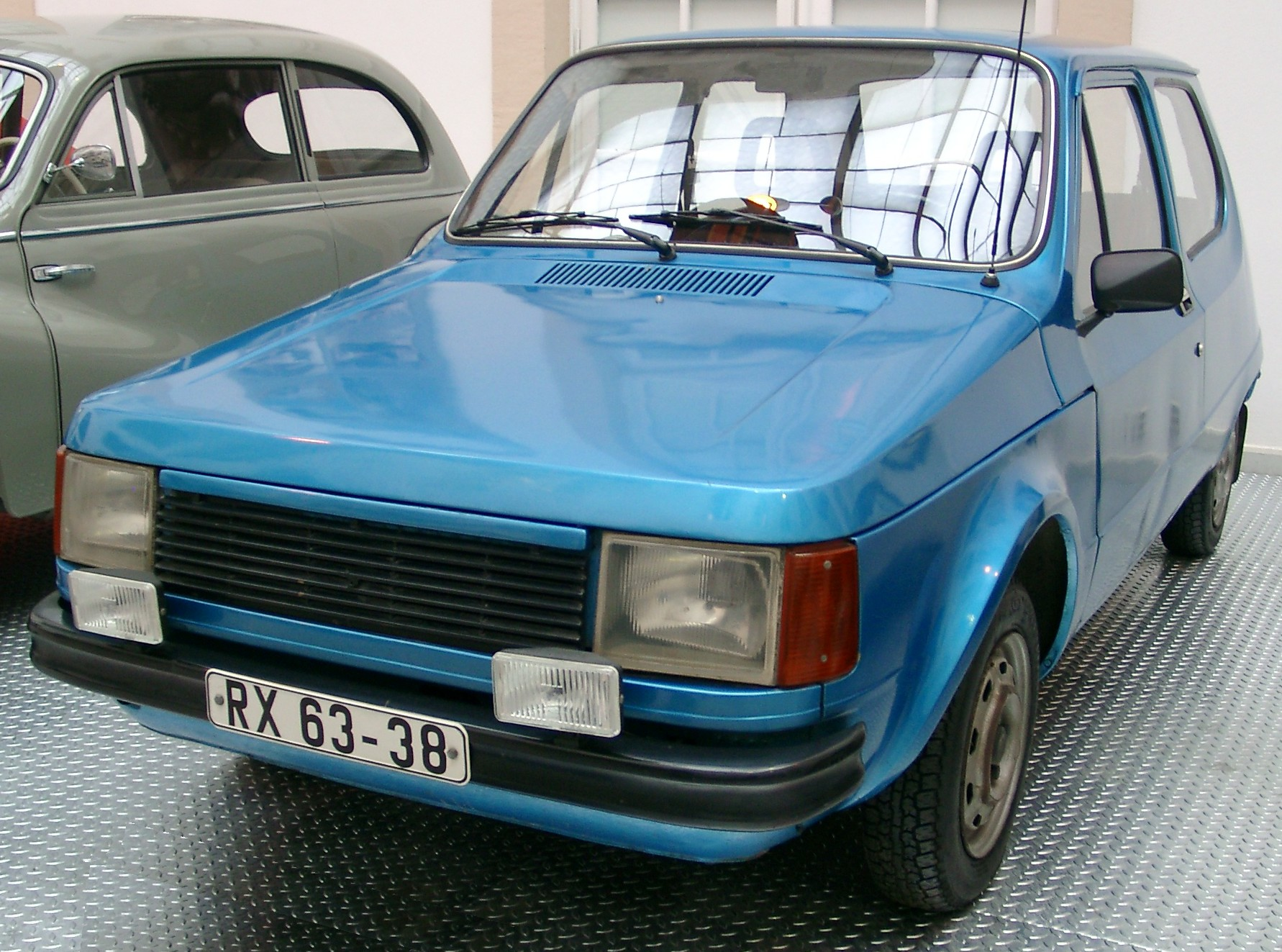
Trabant P610-1100 (1973) прототип
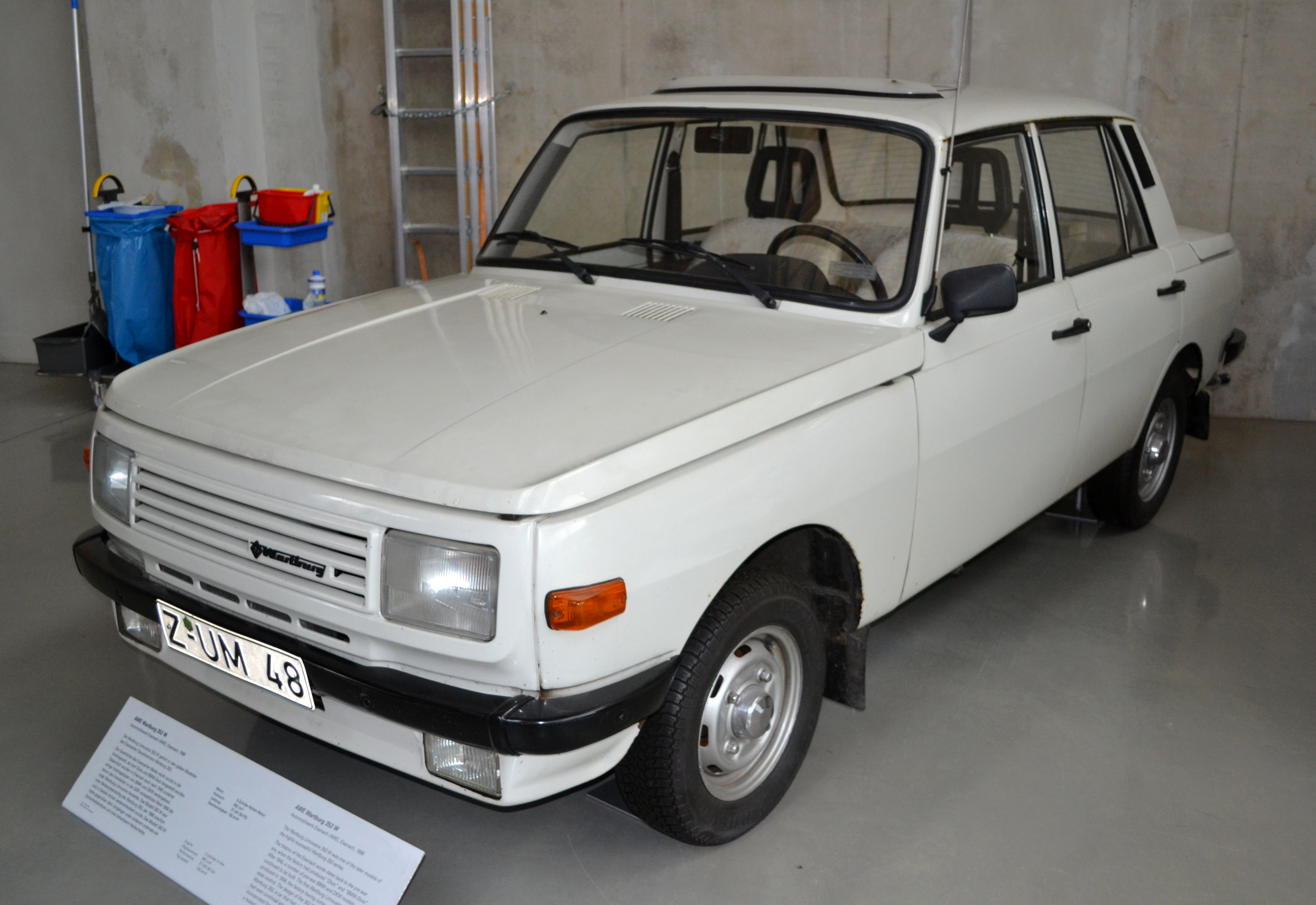
Wartburg 353 (1965–1988)
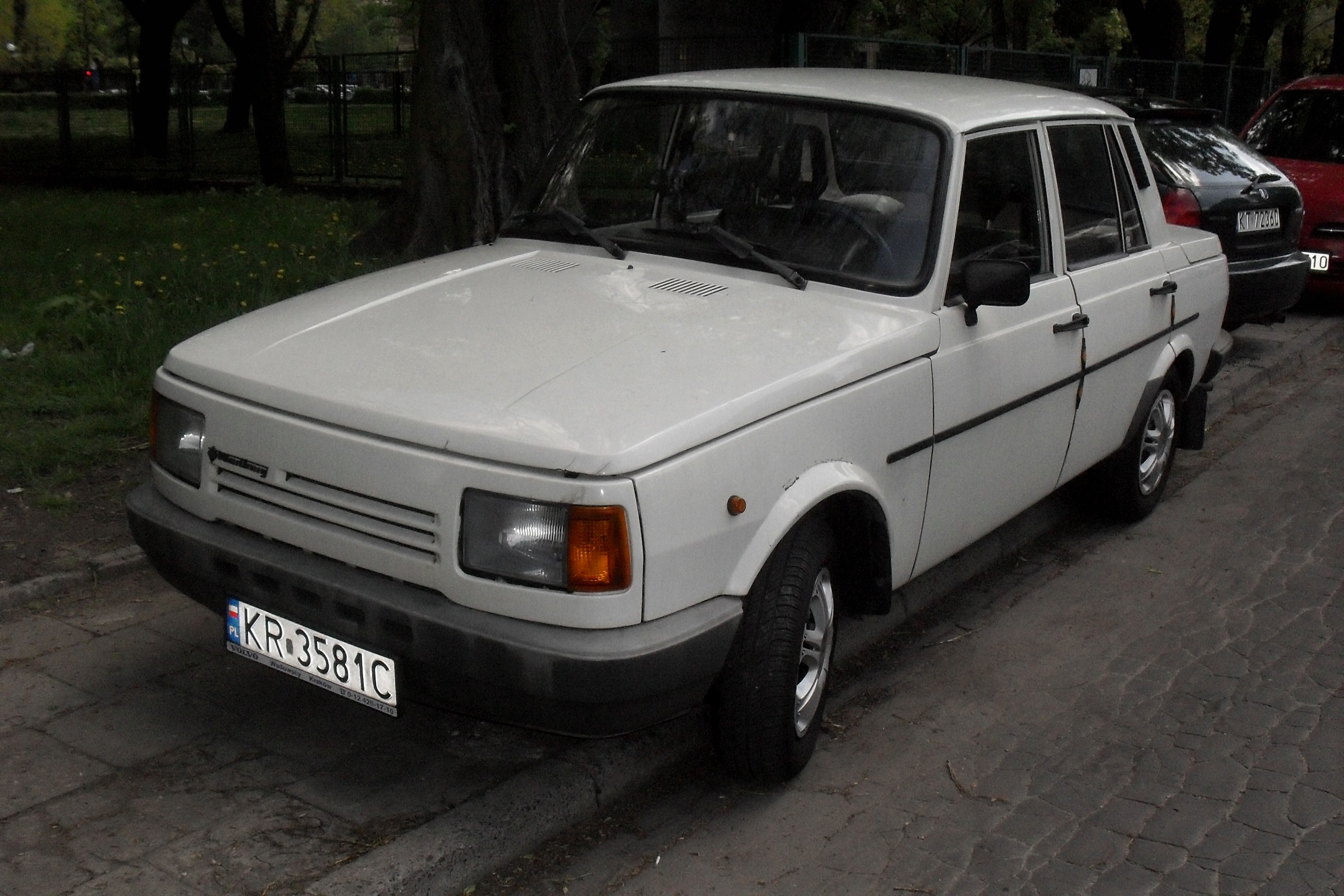
Wartburg 1.3 (1988–1991)
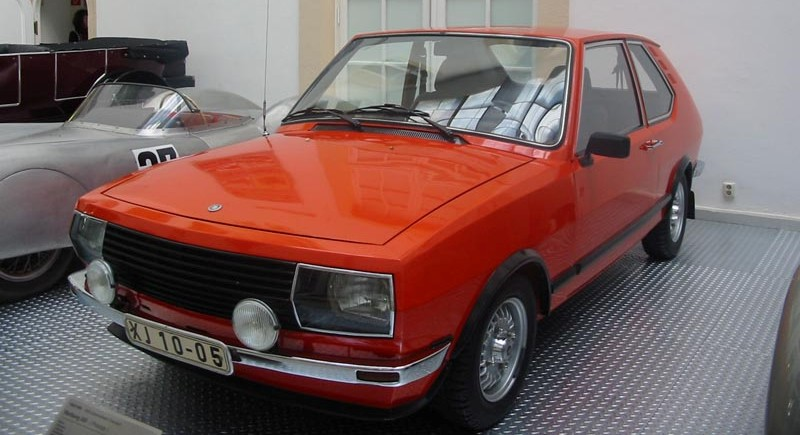
Wartburg 355 (1968) прототип

## Доля автозаводів і вплив на культуру

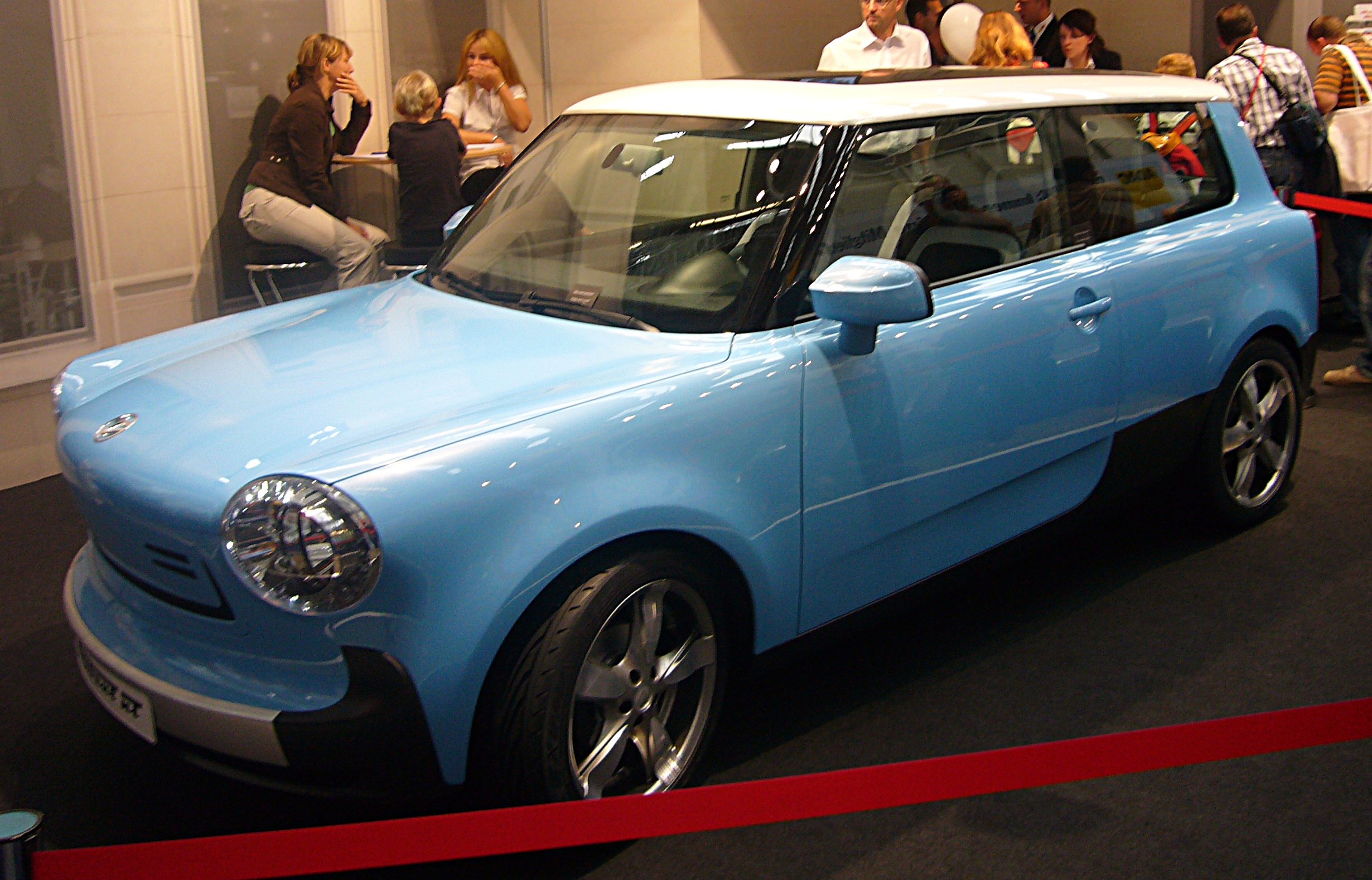
Trabant nT (2009) прототип

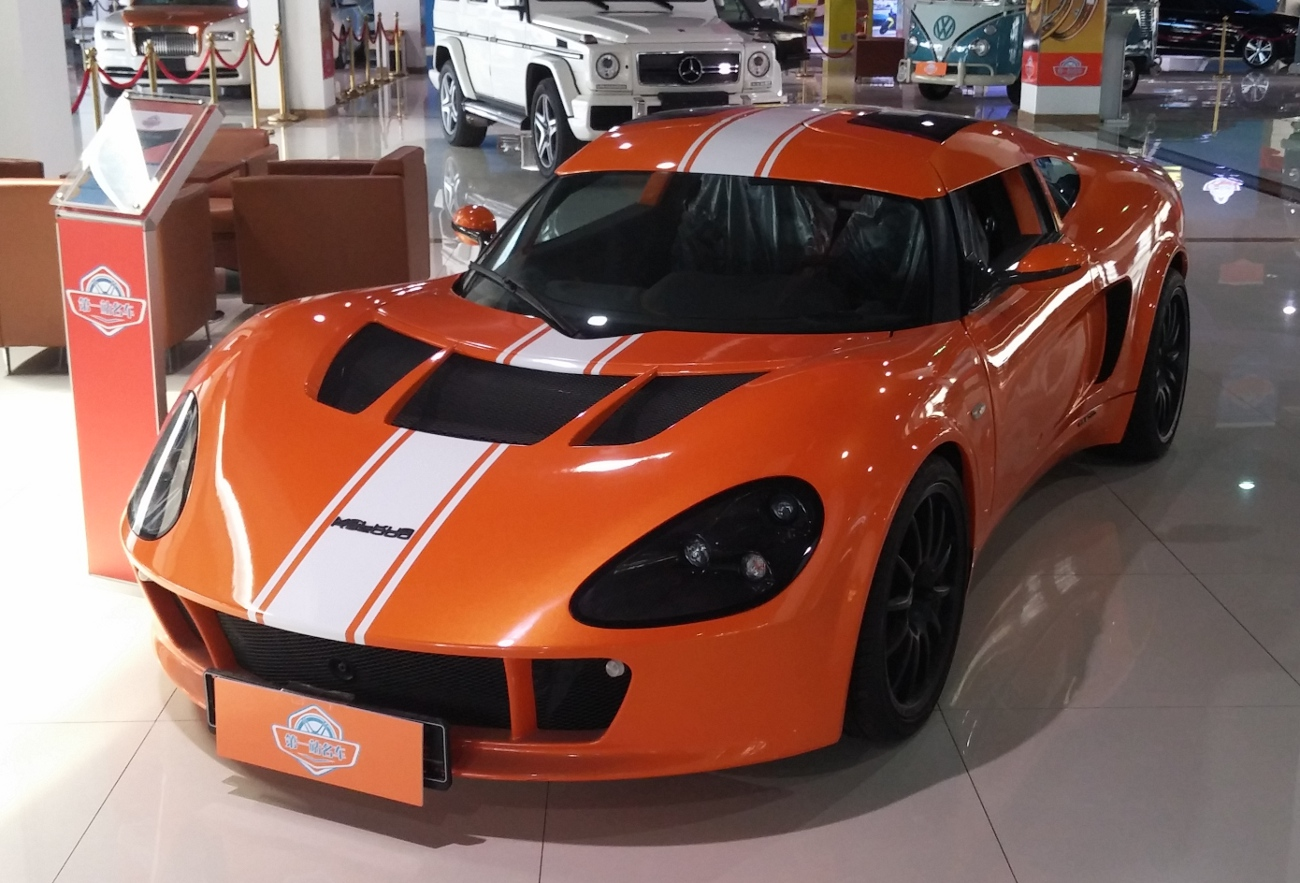
Melkus RS2000 (2009–2012)

Долі автогігантів колишньої НДР склалися по-різному. Так, автозавод в Людвигсфельді, найбільший виробник вантажівок в НДР, був повернутий своїм колишнім господарям, концерну Daimler-Benz. Спочатку там намагались оновити вантажівку IFA L60 шляхом установки нових дизелів і кабіни Mercedes-Benz N2, проте, до середини 1990-х замість них було розгорнуто виробництво комерційних автомобілі Mercedes-Benz Sprinter. Завод Barkas припинив виробництво автомобілів в 1991 році і фактично був ліквідований. Така ж доля спіткала і Robur. Завод в Айзенаху, що випускав легкові автомобілі Wartburg, був викуплений компанією Opel і почав виробляти Opel Vectra, а завод в Заксенхаузені, що випускав автомобілі Trabant, перейшов у власність концерну Volkswagen. Найбільш сприятливо склалася доля у Multicar. Його продукція, міські мікровантажівки, незамінні в комунальному господарстві або на підприємствах, як і раніше були затребувані не тільки в країнах соціалістичного табору, а й на Заході. Це підприємство існує і нині, будучи сьогодні фактично єдиним, хто вижив автомобільним заводом з колишньої НДР.
Сьогодні автомобілі зроблені колись в НДР надзвичайно популярні як в самій Німеччині, так і в Східній Європі. Вони стали цілим культурним та історичним пластом. Створено цілі клуби присвячені автомобілям НДР, щорічно проводяться зльоти їх власників, самі власники ретельно і дбайливо відновлюють і стежать за своїми автомобілями, причому, не тільки легковими, але і вантажівками і навіть автобусами. Східнонімецькі автомобілі є експонатами багатьох європейських автомобільних музеїв і приватних колекцій. Trabant, випущений в 3 мільйонах одиниць (наймасовіший автомобіль НДР) і ніжно званий німцями «Trabi», став культовим автомобілем, поряд з західнонімецьким Volkswagen Beetle, справжнім живим символом НДР і неодмінним атрибутом остальгії. Чимала кількість автомобілів Trabant і особливо Wartburg потрапили на початку 1990-х на територію колишнього СРСР. Також в 1990-ті з Німеччини та Східної Європи в країни СНД було ввезено чимало вантажних і комерційний автомобілів Robur, Barkas, IFA, деякі з яких і сьогодні є робочими конячками своїх власників.

## Список автомобільних підприємств НДР

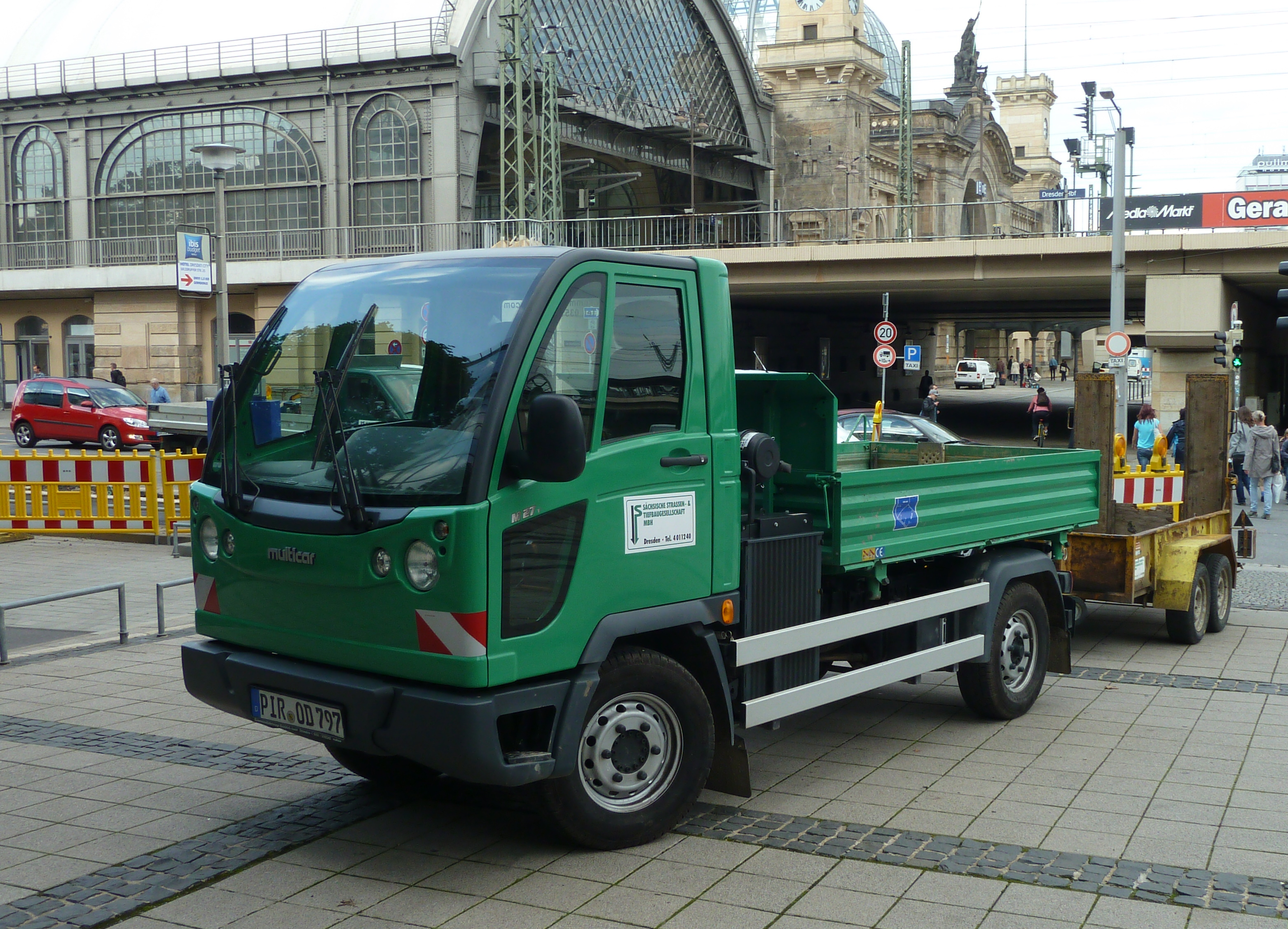
Multicar M 27

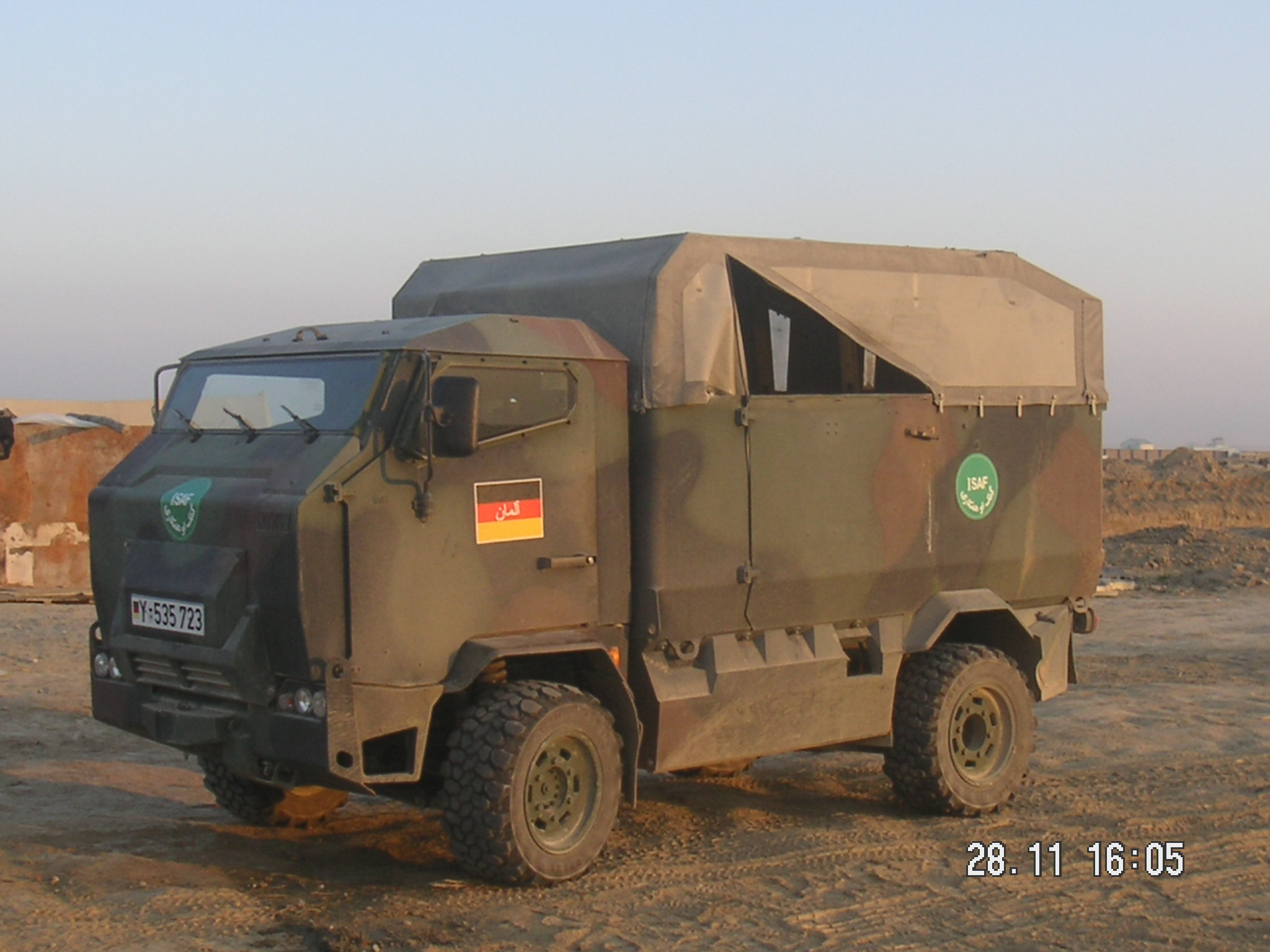
ESK Mungo

- VEB Sachsenring Automobilwerke Zwickau
- VEB Automobilwerk Eisenach
- VEB Framo-Werke Hainichen (з 1957 року VEB Barkas-Werke Hainichen, з 1961 року VEB Barkas-Werke Karl-Marx-Stadt)
- VEB Fahrzeugbau und Ausrüstungen Brandis
- VEB Robur-Werke Zittau
- VEB Motorenwerk Nordhausen
- VEB Fahrzeugwerk Waltershausen
- VEB Kraftfahrzeugwerk «Ernst Grube» Werdau
- VEB Industriewerke Ludwigsfelde
- Fritz Fleischer KG
- Heinz Melkus KG
- VEB Traktorenwerk Schönebeck
- VEB Landmaschinenbau «Rotes Banner» Döbeln
- VEB Kooperationszentrale Automobilbau Karl-Marx-Stadt
- VEB Weimar-Werk
- VEB Kombinat Fortschritt Landmaschinen
- VEB Karosseriewerk Dresden

## Статистка виробництва

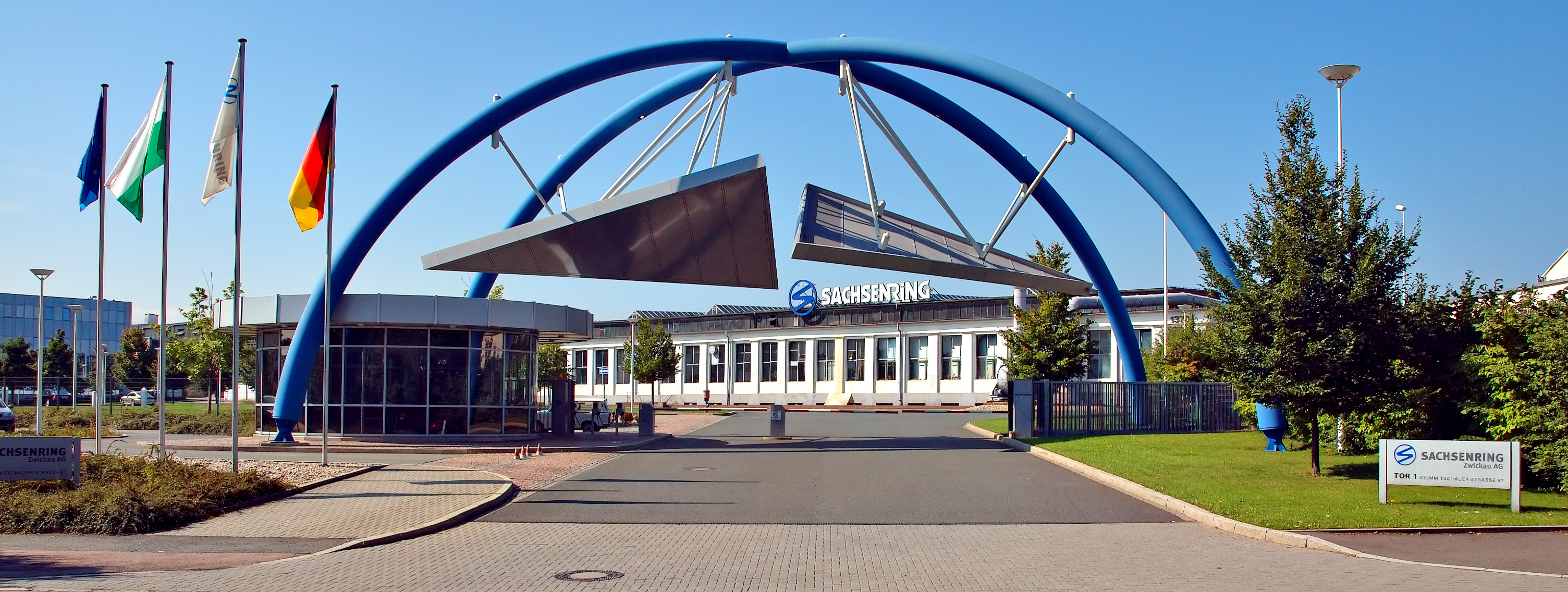
Sachsenring Automobilwerke Zwickau

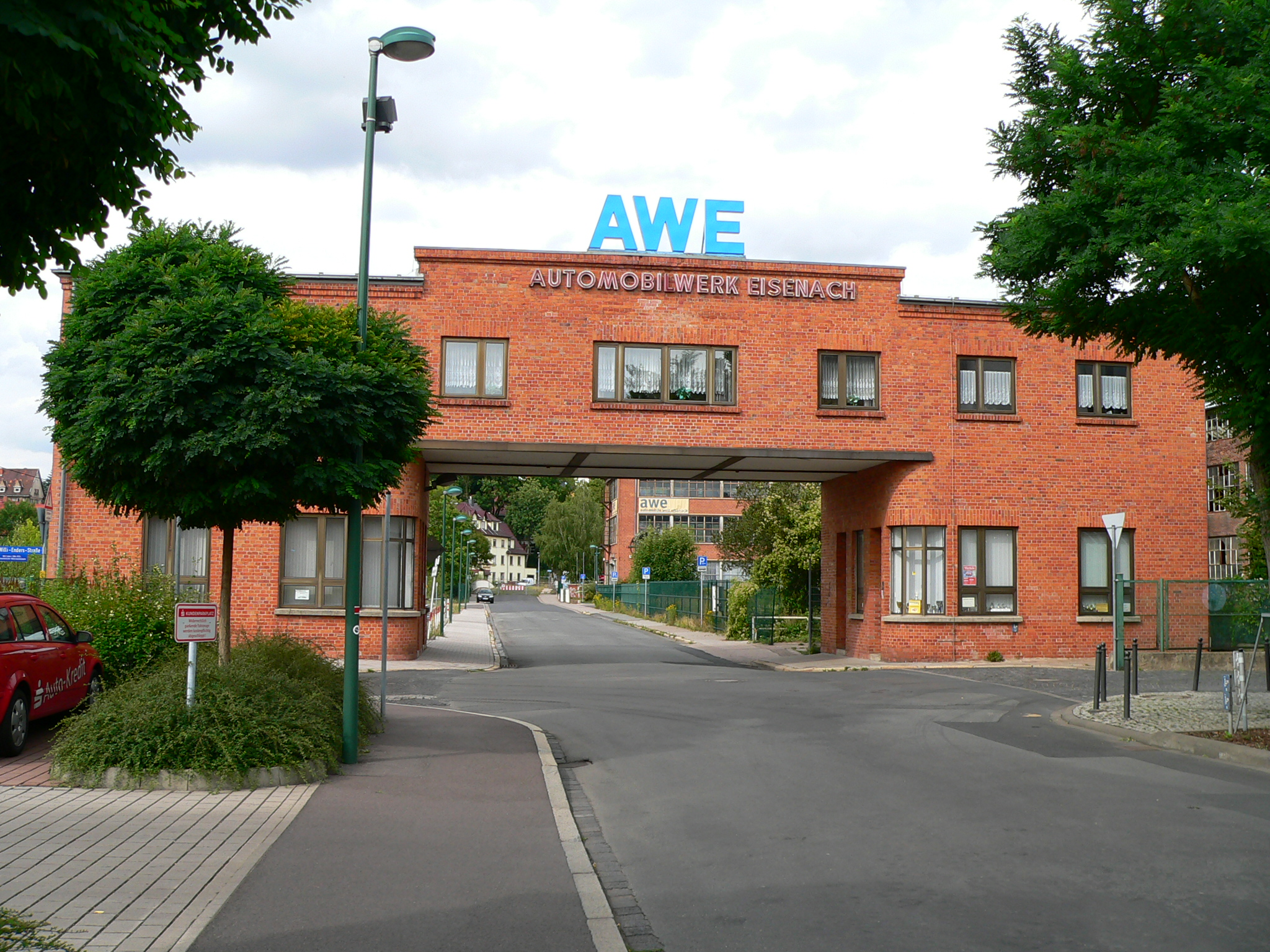
Automobilwerk Eisenach

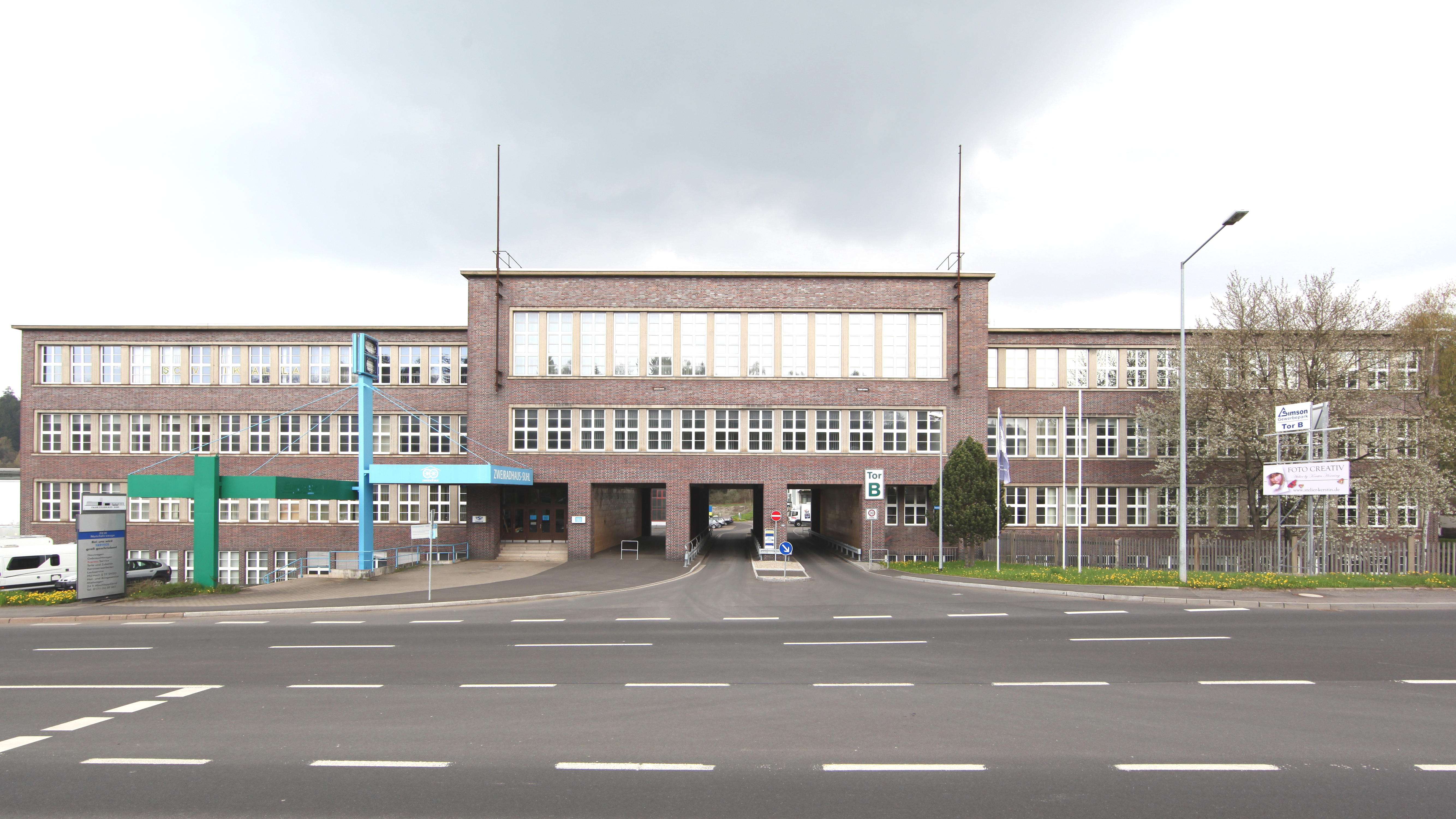
Simson

Річне виробництво автомобілів, в тисячах штук:
| Роки | Всього | Вантажівки і автобуси | Легкові |
| ---- | ------ | --------------------- | ------- |
| 1946 | 1,4    |                       |         |
| 1948 | 2,9    |                       |         |
| 1950 | 8,2    |                       |         |
| 1951 | 16,2   |                       |         |
| 1952 | 18,8   |                       |         |
| 1953 | 24,6   |                       |         |
| 1954 | 31,9   |                       |         |
| 1955 | 37,1   |                       |         |
| 1956 | 45,3   |                       |         |
| 1957 | 51,1   |                       |         |
| 1958 | 42,6   |                       |         |
| 1959 | 59,3   |                       |         |
| 1960 | 76,4   | 12,4                  | 64,0    |
| 1961 | 81,7   | 12,2                  | 69,5    |
| 1962 | 80,4   | 8,2                   | 72,2    |
| 1963 | 94,6   | 10,3                  | 84,3    |
| 1964 | 105,1  | 12,0                  | 93,1    |
| 1965 | 128,6  | 15,7                  | 112,9   |
| 1966 | 136,8  | 21,3                  | 115,5   |
| 1967 | 136,6  | 22,1                  | 114,5   |
| 1968 | 142,0  | 26,0                  | 116,0   |
| 1969 | 147,7  | 26,8                  | 120,9   |
| 1970 | 153,4  | 26,8                  | 126,6   |
| 1971 | 162,7  | 28,4                  | 134,3   |
| 1972 | 169,6  | 30,0                  | 139,6   |
| 1973 | 180,2  | 33,1                  | 147,1   |
| 1974 | 191,1  | 36,5                  | 154,6   |
| 1975 | 197,4  | 38,3                  | 159,1   |
| 1976 | 202,4  | 38,4                  | 164,0   |
| 1977 | 207,1  |                       |         |
| 1978 | 210,5  |                       |         |
| 1979 | 211,0  |                       |         |
| 1980 | 216,6  |                       |         |
| 1981 | 222,7  |                       |         |
| 1982 | 224,2  |                       |         |
| 1983 | 229,6  |                       |         |
| 1984 | 246,8  |                       |         |
| 1985 | 257,8  |                       |         |
| 1986 | 264,4  |                       |         |
| 1987 | 260,7  |                       |         |
| 1988 | 259,6  |                       |         |
| 1989 | 257,8  |                       |         |